# Séries éliminatoires de la Coupe Stanley 2022
Année précédente Année suivante
Les séries éliminatoires de la Coupe Stanley 2022 sont la partie finale de la saison de hockey sur glace de la Ligue nationale de hockey et font suite à la saison régulière 2021-2022. Elles débutent le 2 mai 2022.

## Contexte des séries
Après les séries éliminatoires 2021 qui ont été adaptées en raison de la pandémie de Covid-19, les séries 2022 reprennent un format habituel : les trois premières équipes de chaque division et les équipes classées aux septième et huitième rang dans chaque association, sans distinction de division, sont qualifiées. La meilleure équipe de chaque association rencontre la 8e et la première équipe de l'autre division rencontre la 7e. Les équipes classées aux 2e et 3e places de chaque division se rencontrent dans la partie de tableau où se situe le champion de leur division. Toutes les séries sont jouées au meilleur des sept matchs : la première équipe qui gagne quatre rencontres remporte la série. Les deux premiers matchs sont joués chez l'équipe la mieux classée à l'issue de la saison régulière puis les deux suivants sont joués chez l'autre équipe. Si une cinquième, une sixième voire une septième rencontre sont nécessaires, elles sont jouées alternativement chez les deux équipes en commençant chez la mieux classée.
Les premiers matchs ont lieu le 2 mai 2022.

## Tableau récapitulatif
|  | Quarts de finale d'association | Quarts de finale d'association | Quarts de finale d'association | Quarts de finale d'association |    |           | Demi-finales d'association | Demi-finales d'association | Demi-finales d'association | Demi-finales d'association |  |  | Finales d'association | Finales d'association | Finales d'association | Finales d'association |  |  | Finale de la Coupe Stanley | Finale de la Coupe Stanley | Finale de la Coupe Stanley | Finale de la Coupe Stanley |
|  |                                |                                |                                |                                |    |           |                            |                            |                            |                            |  |  |                       |                       |                       |                       |  |  |                            |                            |                            |                            |
|  | Du 3 au 13 mai                 | Du 3 au 13 mai                 | Du 3 au 13 mai                 | Du 3 au 13 mai                 |    |           | Du 17 au 23 mai            | Du 17 au 23 mai            | Du 17 au 23 mai            | Du 17 au 23 mai            |  |  | Du 1er au 11 juin     | Du 1er au 11 juin     | Du 1er au 11 juin     | Du 1er au 11 juin     |  |  | Du 15 au 26 juin           | Du 15 au 26 juin           | Du 15 au 26 juin           | Du 15 au 26 juin           |
|  | A1                             | Floride                        | 4                              | 4                              |    |           | Du 17 au 23 mai            | Du 17 au 23 mai            | Du 17 au 23 mai            | Du 17 au 23 mai            |  |  | Du 1er au 11 juin     | Du 1er au 11 juin     | Du 1er au 11 juin     | Du 1er au 11 juin     |  |  | Du 15 au 26 juin           | Du 15 au 26 juin           | Du 15 au 26 juin           | Du 15 au 26 juin           |
|  | A1                             | Floride                        | 4                              | 4                              |    |           | Du 17 au 23 mai            | Du 17 au 23 mai            | Du 17 au 23 mai            | Du 17 au 23 mai            |  |  | Du 1er au 11 juin     | Du 1er au 11 juin     | Du 1er au 11 juin     | Du 1er au 11 juin     |  |  | Du 15 au 26 juin           | Du 15 au 26 juin           | Du 15 au 26 juin           | Du 15 au 26 juin           |
|  | E8                             | Washington                     | 2                              | 2                              |    |           | Du 17 au 23 mai            | Du 17 au 23 mai            | Du 17 au 23 mai            | Du 17 au 23 mai            |  |  | Du 1er au 11 juin     | Du 1er au 11 juin     | Du 1er au 11 juin     | Du 1er au 11 juin     |  |  | Du 15 au 26 juin           | Du 15 au 26 juin           | Du 15 au 26 juin           | Du 15 au 26 juin           |
|  | E8                             | Washington                     | 2                              | 2                              | A1 | Floride   | 0                          | 0                          |                            |                            |  |  | Du 1er au 11 juin     | Du 1er au 11 juin     | Du 1er au 11 juin     | Du 1er au 11 juin     |  |  | Du 15 au 26 juin           | Du 15 au 26 juin           | Du 15 au 26 juin           | Du 15 au 26 juin           |
|  | Du 2 au 14 mai                 |                                |                                |                                | A1 | Floride   | 0                          | 0                          |                            |                            |  |  | Du 1er au 11 juin     | Du 1er au 11 juin     | Du 1er au 11 juin     | Du 1er au 11 juin     |  |  | Du 15 au 26 juin           | Du 15 au 26 juin           | Du 15 au 26 juin           | Du 15 au 26 juin           |
|  |                                |                                | A3                             | Tampa Bay                      | 4  | 4         |                            |                            |                            |                            |  |  | Du 1er au 11 juin     | Du 1er au 11 juin     | Du 1er au 11 juin     | Du 1er au 11 juin     |  |  | Du 15 au 26 juin           | Du 15 au 26 juin           | Du 15 au 26 juin           | Du 15 au 26 juin           |
|  | A2                             | Toronto                        | A3                             | Tampa Bay                      | 4  | 4         | 3                          | 3                          |                            |                            |  |  | Du 1er au 11 juin     | Du 1er au 11 juin     | Du 1er au 11 juin     | Du 1er au 11 juin     |  |  | Du 15 au 26 juin           | Du 15 au 26 juin           | Du 15 au 26 juin           | Du 15 au 26 juin           |
|  | A2                             | Toronto                        | Du 18 au 30 mai                |                                |    |           | 3                          | 3                          |                            |                            |  |  | Du 1er au 11 juin     | Du 1er au 11 juin     | Du 1er au 11 juin     | Du 1er au 11 juin     |  |  | Du 15 au 26 juin           | Du 15 au 26 juin           | Du 15 au 26 juin           | Du 15 au 26 juin           |
|  | A3                             | Tampa Bay                      | 4                              | 4                              |    |           |                            |                            |                            |                            |  |  | Du 1er au 11 juin     | Du 1er au 11 juin     | Du 1er au 11 juin     | Du 1er au 11 juin     |  |  | Du 15 au 26 juin           | Du 15 au 26 juin           | Du 15 au 26 juin           | Du 15 au 26 juin           |
|  | A3                             | Tampa Bay                      | 4                              | 4                              | A3 | Tampa Bay | 4                          | 4                          |                            |                            |  |  |                       |                       |                       |                       |  |  | Du 15 au 26 juin           | Du 15 au 26 juin           | Du 15 au 26 juin           | Du 15 au 26 juin           |
|  | Du 2 au 14 mai                 |                                |                                |                                | A3 | Tampa Bay | 4                          | 4                          |                            |                            |  |  |                       |                       |                       |                       |  |  | Du 15 au 26 juin           | Du 15 au 26 juin           | Du 15 au 26 juin           | Du 15 au 26 juin           |
|  |                                |                                | M2                             | New York                       | 2  | 2         |                            |                            |                            |                            |  |  |                       |                       |                       |                       |  |  | Du 15 au 26 juin           | Du 15 au 26 juin           | Du 15 au 26 juin           | Du 15 au 26 juin           |
|  | M1                             | Caroline                       | M2                             | New York                       | 2  | 2         | 4                          | 4                          |                            |                            |  |  |                       |                       |                       |                       |  |  | Du 15 au 26 juin           | Du 15 au 26 juin           | Du 15 au 26 juin           | Du 15 au 26 juin           |
|  | M1                             | Caroline                       | Du 30 mai au 6 juin            |                                |    |           | 4                          | 4                          |                            |                            |  |  |                       |                       |                       |                       |  |  | Du 15 au 26 juin           | Du 15 au 26 juin           | Du 15 au 26 juin           | Du 15 au 26 juin           |
|  | E7                             | Boston                         | 3                              | 3                              |    |           |                            |                            |                            |                            |  |  |                       |                       |                       |                       |  |  | Du 15 au 26 juin           | Du 15 au 26 juin           | Du 15 au 26 juin           | Du 15 au 26 juin           |
|  | E7                             | Boston                         | 3                              | 3                              | M1 | Caroline  | 3                          | 3                          |                            |                            |  |  |                       |                       |                       |                       |  |  | Du 15 au 26 juin           | Du 15 au 26 juin           | Du 15 au 26 juin           | Du 15 au 26 juin           |
|  | Du 3 au 15 mai                 |                                |                                |                                | M1 | Caroline  | 3                          | 3                          |                            |                            |  |  |                       |                       |                       |                       |  |  | Du 15 au 26 juin           | Du 15 au 26 juin           | Du 15 au 26 juin           | Du 15 au 26 juin           |
|  |                                |                                | M2                             | New York                       | 4  | 4         |                            |                            |                            |                            |  |  |                       |                       |                       |                       |  |  | Du 15 au 26 juin           | Du 15 au 26 juin           | Du 15 au 26 juin           | Du 15 au 26 juin           |
|  | M2                             | New York                       | M2                             | New York                       | 4  | 4         | 4                          | 4                          |                            |                            |  |  |                       |                       |                       |                       |  |  | Du 15 au 26 juin           | Du 15 au 26 juin           | Du 15 au 26 juin           | Du 15 au 26 juin           |
|  | M2                             | New York                       | Du 17 au 27 mai                |                                |    |           | 4                          | 4                          |                            |                            |  |  |                       |                       |                       |                       |  |  | Du 15 au 26 juin           | Du 15 au 26 juin           | Du 15 au 26 juin           | Du 15 au 26 juin           |
|  | M3                             | Pittsburgh                     | 3                              | 3                              |    |           |                            |                            |                            |                            |  |  |                       |                       |                       |                       |  |  | Du 15 au 26 juin           | Du 15 au 26 juin           | Du 15 au 26 juin           | Du 15 au 26 juin           |
|  | M3                             | Pittsburgh                     | 3                              | 3                              | A3 | Tampa Bay | 2                          | 2                          |                            |                            |  |  |                       |                       |                       |                       |  |  |                            |                            |                            |                            |
|  | Du 3 au 9 mai                  |                                |                                |                                | A3 | Tampa Bay | 2                          | 2                          |                            |                            |  |  |                       |                       |                       |                       |  |  |                            |                            |                            |                            |
|  |                                |                                | C1                             | Colorado                       | 4  | 4         |                            |                            |                            |                            |  |  |                       |                       |                       |                       |  |  |                            |                            |                            |                            |
|  | C1                             | Colorado                       | C1                             | Colorado                       | 4  | 4         | 4                          | 4                          |                            |                            |  |  |                       |                       |                       |                       |  |  |                            |                            |                            |                            |
|  | C1                             | Colorado                       |                                |                                |    |           |                            | 4                          |                            |                            |  |  |                       |                       |                       |                       |  |  |                            |                            |                            |                            |
|  | O8                             | Nashville                      | 0                              | 0                              |    |           |                            |                            |                            |                            |  |  |                       |                       |                       |                       |  |  |                            |                            |                            |                            |
|  | O8                             | Nashville                      | 0                              | 0                              | C1 | Colorado  | 4                          | 4                          |                            |                            |  |  |                       |                       |                       |                       |  |  |                            |                            |                            |                            |
|  | Du 2 au 12 mai                 |                                |                                |                                | C1 | Colorado  | 4                          | 4                          |                            |                            |  |  |                       |                       |                       |                       |  |  |                            |                            |                            |                            |
|  |                                |                                | C3                             | Saint-Louis                    | 2  | 2         |                            |                            |                            |                            |  |  |                       |                       |                       |                       |  |  |                            |                            |                            |                            |
|  | C2                             | Minnesota                      | C3                             | Saint-Louis                    | 2  | 2         | 2                          | 2                          |                            |                            |  |  |                       |                       |                       |                       |  |  |                            |                            |                            |                            |
|  | C2                             | Minnesota                      | Du 18 au 26 mai                |                                |    |           | 2                          | 2                          |                            |                            |  |  |                       |                       |                       |                       |  |  |                            |                            |                            |                            |
|  | C3                             | Saint-Louis                    | 4                              | 4                              |    |           |                            |                            |                            |                            |  |  |                       |                       |                       |                       |  |  |                            |                            |                            |                            |
|  | C3                             | Saint-Louis                    | 4                              | 4                              | C1 | Colorado  | 4                          | 4                          |                            |                            |  |  |                       |                       |                       |                       |  |  |                            |                            |                            |                            |
|  | Du 3 au 15 mai                 |                                |                                |                                | C1 | Colorado  | 4                          | 4                          |                            |                            |  |  |                       |                       |                       |                       |  |  |                            |                            |                            |                            |
|  |                                |                                | P2                             | Edmonton                       | 0  | 0         |                            |                            |                            |                            |  |  |                       |                       |                       |                       |  |  |                            |                            |                            |                            |
|  | P1                             | Calgary                        | P2                             | Edmonton                       | 0  | 0         | 4                          | 4                          |                            |                            |  |  |                       |                       |                       |                       |  |  |                            |                            |                            |                            |
|  | P1                             | Calgary                        |                                |                                |    |           |                            | 4                          |                            |                            |  |  |                       |                       |                       |                       |  |  |                            |                            |                            |                            |
|  | O7                             | Dallas                         | 3                              | 3                              |    |           |                            |                            |                            |                            |  |  |                       |                       |                       |                       |  |  |                            |                            |                            |                            |
|  | O7                             | Dallas                         | 3                              | 3                              | P1 | Calgary   | 1                          | 1                          |                            |                            |  |  |                       |                       |                       |                       |  |  |                            |                            |                            |                            |
|  | Du 2 au 14 mai                 |                                |                                |                                | P1 | Calgary   | 1                          | 1                          |                            |                            |  |  |                       |                       |                       |                       |  |  |                            |                            |                            |                            |
|  |                                |                                | P2                             | Edmonton                       | 4  | 4         |                            |                            |                            |                            |  |  |                       |                       |                       |                       |  |  |                            |                            |                            |                            |
|  | P2                             | Edmonton                       | P2                             | Edmonton                       | 4  | 4         | 4                          | 4                          |                            |                            |  |  |                       |                       |                       |                       |  |  |                            |                            |                            |                            |
|  | P2                             | Edmonton                       |                                |                                |    |           |                            | 4                          |                            |                            |  |  |                       |                       |                       |                       |  |  |                            |                            |                            |                            |
|  | P3                             | Los Angeles                    | 3                              | 3                              |    |           |                            |                            |                            |                            |  |  |                       |                       |                       |                       |  |  |                            |                            |                            |                            |
|  | P3                             | Los Angeles                    | 3                              | 3                              |    |           |                            |                            |                            |                            |  |  |                       |                       |                       |                       |  |  |                            |                            |                            |                            |
|  |                                |                                |                                |                                |    |           |                            |                            |                            |                            |  |  |                       |                       |                       |                       |  |  |                            |                            |                            |                            |

## Détails des matchs

### Quarts de finale d'association

#### Floride contre Washington
Avec 122 points et 58 victoires, records de la franchise, les Panthers de la Floride, meilleure équipe de la ligue, remportent le Trophée des présidents. Ils sont la première équipe, depuis les Penguins de Pittsburgh en 1996, à finir la saison avec une moyenne de but marqués supérieure à 4 (4,11). Les Capitals de Washington, avec 100 points, sont la huitième et dernière équipe de l'association de l'Est à être qualifiée pour les séries. C'est la première fois que les deux équipes s'affrontent en séries éliminatoires. Lors de la saison régulière, les Panthers ont remporté 2 victoires contre une pour les Capitals,. Offensivement, les Panthers sont menés par Jonathan Huberdeau, deuxième pointeur et meilleur passeur de la ligue, et Aleksander Barkov, meilleur buteur de l'équipe. Du côté des Capitals, Aleksandr Ovetchkine est le meilleur buteur et pointeur de son équipe ; il marque pour la neuvième fois 50 buts en une saison, égalant le record jusque-là détenu conjointement par Wayne Gretzky et Michael Bossy. Du point de vue des gardiens, Sergueï Bobrovski est le gardien numéro un et est secondé par Spencer Knight chez les Panthers alors que Vítek Vaněček et Ilia Samsonov se sont partagé la saison pour les Capitals,.
| 3 mai | Floride | 2-4 (1-1, 1-0, 0-3) | Washington | FLA Live Arena 19 678 spectateurs |

| Feuille de match | Feuille de match                                                        | Feuille de match        | Feuille de match | Feuille de match                                                  |
| ---------------- | ----------------------------------------------------------------------- | ----------------------- | --- | ----------------------------------------------------------------- |
|                  | Bennett (Gudas, Verhaeghe) — 17 min 55 s Giroux (Montour) — 20 min 43 s | 0-1 1-1 2-1 2-2 2-3 2-4 | Wilson (Mantha, Schultz) — 3 min 47 s (SN) Kouznetsov (Ovetchkine) — 48 min 14 s Oshie (Bäckström, Orlov) — 50 min 37 s Eller — 59 min 11 s (CV) | Arbitrage : Jon McIsaac, Eric Furlatt Ryan Gibbons, Brad Kovachik |
| Bobrovski        | Gardiens                                                                | Vaněček                 | | Arbitrage : Jon McIsaac, Eric Furlatt Ryan Gibbons, Brad Kovachik |
| 10 min           | Pénalités                                                               | 8 min                   | | Arbitrage : Jon McIsaac, Eric Furlatt Ryan Gibbons, Brad Kovachik |
| 32               | Tirs                                                                    | 38                      | | Arbitrage : Jon McIsaac, Eric Furlatt Ryan Gibbons, Brad Kovachik |

| 5 mai | Floride | 5-1 (2-0, 3-1, 0-0) | Washington | FLA Live Arena 19 636 spectateurs |

| Feuille de match | Feuille de match | Feuille de match                       | Feuille de match                                   | Feuille de match                                                    |
| ---------------- | --- | -------------------------------------- | -------------------------------------------------- | ------------------------------------------------------------------- |
|                  | Ekblad (Barkov) — 16 min 20 s Barkov (Huberdeau, Duclair) — 17 min 58 s Marchment (Montour, Giroux) — 23 min 11 s Lundell (Reinhart, Verhaeghe) — 35 min 24 s Verhaeghe (Gudas, Forsling) — 37 min 32 s | 1-0 2-0 2-1 3-1 4-1 5-1                | Bäckström (Ovetchkine, Carlson) — 22 min 44 s (SN) | Arbitrage : Kevin Pollock, TJ Luxmore Scott Cherrey, Libor Suchanek |
| Bobrovski        | Gardiens | Vaněček (39 min 40 s Samsonov (20 min) |                                                    | Arbitrage : Kevin Pollock, TJ Luxmore Scott Cherrey, Libor Suchanek |
| 8 min            | Pénalités | 20 min                                 |                                                    | Arbitrage : Kevin Pollock, TJ Luxmore Scott Cherrey, Libor Suchanek |
| 36               | Tirs | 27                                     |                                                    | Arbitrage : Kevin Pollock, TJ Luxmore Scott Cherrey, Libor Suchanek |

| 7 mai | Washington | 6-1 (1-1, 2-0, 3-0) | Floride | Capital One Arena 18 573 spectateurs |

| Feuille de match | Feuille de match | Feuille de match            | Feuille de match                         | Feuille de match                                                       |
| ---------------- | --- | --------------------------- | ---------------------------------------- | ---------------------------------------------------------------------- |
|                  | Oshie (Ovetchkine, Carlson) — 19 min 34 s (SN) Johansson (Mantha, Bäckström) — 29 min 51 s Van Riemsdyk (Bäckström) — 38 min 49 s Ovetchkine (Johansson, Mantha) — 50 min 25 s (SN) Carlson (Eller) — 55 min 40 s (CV) Hathaway (Larsson) — 59 min 18 s | 0-1 1-1 2-1 3-1 4-1 5-1 6-1 | Huberdeau (Duclair, Ekblad) — 2 min 45 s | Arbitrage : Brian Pochmara, Dan O'Rourke Matt MacPherson, Andrew Smith |
| Samsonov         | Gardiens | Bobrovski                   |                                          | Arbitrage : Brian Pochmara, Dan O'Rourke Matt MacPherson, Andrew Smith |
| 8 min            | Pénalités | 14 min                      |                                          | Arbitrage : Brian Pochmara, Dan O'Rourke Matt MacPherson, Andrew Smith |
| 31               | Tirs | 30                          |                                          | Arbitrage : Brian Pochmara, Dan O'Rourke Matt MacPherson, Andrew Smith |

| 9 mai | Washington | 2-3 (pr) (1-1, 0-0, 1-1, 0-1) | Floride | Capital One Arena 18 573 spectateurs |

| Feuille de match | Feuille de match                                                                          | Feuille de match    | Feuille de match | Feuille de match                                               |
| ---------------- | ----------------------------------------------------------------------------------------- | ------------------- | --- | -------------------------------------------------------------- |
|                  | Oshie (Carlson, Bäckström) — 7 min 15 s (SN) Kouznetsov (Ovetchkine, Oshie) — 49 min 31 s | 1-0 1-1 2-1 2-2 2-3 | Verhaeghe (Ekblad) — 14 min 8 s Reinhart (Huberdeau, Barkov) — 57 min 56 s Verhaeghe (Bennett, Ekblad) — 64 min 57 s | Arbitrage : Steve Kozari, Kyle Rehman Steve Barton, Ryan Daisy |
| Samsonov         | Gardiens                                                                                  | Bobrovski           | | Arbitrage : Steve Kozari, Kyle Rehman Steve Barton, Ryan Daisy |
| 12 min           | Pénalités                                                                                 | 14 min              | | Arbitrage : Steve Kozari, Kyle Rehman Steve Barton, Ryan Daisy |
| 16               | Tirs                                                                                      | 32                  | | Arbitrage : Steve Kozari, Kyle Rehman Steve Barton, Ryan Daisy |

| 11 mai | Floride | 5-3 (0-1, 3-2, 2-0) | Washington | FLA Live Arena 20 023 spectateurs |

| Feuille de match | Feuille de match | Feuille de match                | Feuille de match | Feuille de match                                                        |
| ---------------- | --- | ------------------------------- | --- | ----------------------------------------------------------------------- |
|                  | Verhaeghe (Barkov, Giroux) — 26 min 50 s Hörnqvist (Verhaeghe) — 32 min 27 s Reinhart (Verhaeghe, Bennett) — 34 min 44 s Verhaeghe (Barkov) — 43 min 4 s Giroux (Verhaeghe, Forsling) — 55 min 55 s | 0-1 0-2 0-3 1-3 2-3 3-3 4-3 5-3 | Oshie (Carlson, Kouznetsov) — 7 min 9 s (SN) Schultz (Eller, Ovetchkine) — 22 min 13 s Oshie (Kouznetsov, McMichael) — 23 min 38 s | Arbitrage : Graham Skilliter, Chris Rooney Ryan Galloway, Mark Shewchyk |
| Bobrovski        | Gardiens | Samsonov                        | | Arbitrage : Graham Skilliter, Chris Rooney Ryan Galloway, Mark Shewchyk |
| 11 min           | Pénalités | 11 min                          | | Arbitrage : Graham Skilliter, Chris Rooney Ryan Galloway, Mark Shewchyk |
| 38               | Tirs | 33                              | | Arbitrage : Graham Skilliter, Chris Rooney Ryan Galloway, Mark Shewchyk |

| 13 mai | Washington | 3-4 (pr) (0-0, 1-1, 2-2, 0-1) | Floride | Capital One Arena 18 573 spectateurs |

| Feuille de match | Feuille de match | Feuille de match            | Feuille de match | Feuille de match                                                    |
| ---------------- | --- | --------------------------- | --- | ------------------------------------------------------------------- |
|                  | Dowd (Hathaway, Larsson) — 23 min 44 s Bäckström (Schultz, Van Riemsdyk) — 41 min 37 s Oshie (Mantha, Kouznetsov) — 58 min 57 s (SN) | 1-0 1-1 2-1 2-2 2-3 3-3 3-4 | Lomberg (Hörnqvist, Luostarinen) — 26 min 13 s Giroux (Ekblad, Verhaeghe) — 48 min 18 s Barkov (Giroux, Weegar) — 54 min 17 s Verhaeghe (Giroux, Chiarot) — 62 min 46 s | Arbitrage : Gord Dwyer, Francois StLaurent Steve Barton, Devin Berg |
| Samsonov         | Gardiens | Bobrovski                   | | Arbitrage : Gord Dwyer, Francois StLaurent Steve Barton, Devin Berg |
| 6 min            | Pénalités | 10 min                      | | Arbitrage : Gord Dwyer, Francois StLaurent Steve Barton, Devin Berg |
| 37               | Tirs | 31                          | | Arbitrage : Gord Dwyer, Francois StLaurent Steve Barton, Devin Berg |

#### Toronto contre Tampa Bay
Deuxièmes de la division Atlantique, les Maple Leafs de Toronto sont opposés au double tenant du titre, le Lightning de Tampa Bay. Toronto n'a pas franchi le premier tour depuis les séries éliminatoires 2004 alors que le Lightning, s'il remportait la Coupe Stanley, deviendrait la première équipe à gagner trois titres consécutifs depuis les Islanders de New York dans les années 1980. Les deux équipes se sont rencontrées à quatre reprises lors de la saison régulière pour un bilan de deux victoires chacune,. Les Maple Leafs sont emmenés par le meilleur buteur de la ligue, Auston Matthews, qui est devenu le 21e joueur de l'histoire de la LNH à marquer 60 buts en une saison. Pour le Lightning, Steven Stamkos, qui était le dernier joueur à avoir marqué 60 buts en une saison, est le meilleur buteur et pointeur de son équipe. Dans les buts, Jack Campbell est le gardien titulaire des Maple Leafs. Le deuxième gardien de la franchise, Petr Mrázek, est indisponible pour le début des séries en raison d'une blessure à l'aine pour la deuxième fois de la saison. Pour le Lightning, Andreï Vassilevski, qui reste sur une moyenne de seulement 1,9 but encaissés lors des séries des deux années précédentes, est le gardien numéro un.
| 2 mai | Toronto | 5-0 (1-0, 3-0, 1-0) | Tampa Bay | Scotiabank Arena 19 338 spectateurs |

| Feuille de match | Feuille de match | Feuille de match    | Feuille de match | Feuille de match                                                       |
| ---------------- | --- | ------------------- | ---------------- | ---------------------------------------------------------------------- |
|                  | Muzzin (Kaše, Mikheïev) — 18 min 19 s Matthews (Marner, Tavares) — 26 min 18 s (SN) Kämpf (Marner) — 29 min 27 s (IN) Marner (Rielly, Matthews) — 36 min 39 s Matthews (Kaše, Rielly) — 48 min 16 s | 1-0 2-0 3-0 4-0 5-0 |                  | Arbitrage : Brian Pochmara, Dan O'Rourke Libor Suchanek, Scott Cherrey |
| Campbell         | Gardiens | Vassilevski         |                  | Arbitrage : Brian Pochmara, Dan O'Rourke Libor Suchanek, Scott Cherrey |
| 62 min           | Pénalités | 51 min              |                  | Arbitrage : Brian Pochmara, Dan O'Rourke Libor Suchanek, Scott Cherrey |
| 33               | Tirs | 24                  |                  | Arbitrage : Brian Pochmara, Dan O'Rourke Libor Suchanek, Scott Cherrey |

| 4 mai | Toronto | 3-5 (0-1, 1-2, 2-2) | Tampa Bay | Scotiabank Arena 19 135 spectateurs |

| Feuille de match | Feuille de match | Feuille de match                | Feuille de match | Feuille de match                                                   |
| ---------------- | --- | ------------------------------- | --- | ------------------------------------------------------------------ |
|                  | Bunting (Marner, Matthews) — 27 min 47 s Marner (Muzzin, Matthews) — 51 min 53 s Kerfoot (Brodie) — 55 min 43 s (IN) | 0-1 0-2 1-2 1-3 1-4 1-5 2-5 3-5 | Hedman (Killorn) — 19 min 57 s (SN) Perry (Hedman) — 22 min 21 s Koutcherov (Hedman) — 29 min 57 s (SN) Hagel (Paul, Koutcherov) — 41 min 33 s Point (Koutcherov, Hedman) — 45 min 38 s (SN) | Arbitrage : rancois StLaurent, Gord Dwyer Steve Barton, Ryan Daisy |
| Campbell         | Gardiens | Vassilevski                     | | Arbitrage : rancois StLaurent, Gord Dwyer Steve Barton, Ryan Daisy |
| 14 min           | Pénalités | 8 min                           | | Arbitrage : rancois StLaurent, Gord Dwyer Steve Barton, Ryan Daisy |
| 34               | Tirs | 34                              | | Arbitrage : rancois StLaurent, Gord Dwyer Steve Barton, Ryan Daisy |

| 6 mai | Tampa Bay | 2-5 (0-2, 1-1, 1-2) | Toronto | Amalie Arena 19 092 spectateurs |

| Feuille de match | Feuille de match                                                                      | Feuille de match            | Feuille de match | Feuille de match                                                       |
| ---------------- | ------------------------------------------------------------------------------------- | --------------------------- | --- | ---------------------------------------------------------------------- |
|                  | Colton (Sergatchiov, Palát) — 31 min 3 s (SN) Palát (Killorn, McDonagh) — 45 min 43 s | 0-1 0-2 0-3 1-3 2-3 2-4 2-5 | Rielly (Bunting, Marner) — 4 min 54 s (SN) Blackwell (Lioubouchkine, Engvall) — 9 min 44 s Kämpf — 25 min 52 s Mikheïev (Engvall) — 58 min 20 s (CV) Mikheïev (Engvall) — 59 min 55 s (CV) | Arbitrage : Chris Lee, Frederick L'Ecuyer Mark Shewchyk, Ryan Galloway |
| Vassilevski      | Gardiens                                                                              | Campbell                    | | Arbitrage : Chris Lee, Frederick L'Ecuyer Mark Shewchyk, Ryan Galloway |
| 10 min           | Pénalités                                                                             | 6 min                       | | Arbitrage : Chris Lee, Frederick L'Ecuyer Mark Shewchyk, Ryan Galloway |
| 34               | Tirs                                                                                  | 36                          | | Arbitrage : Chris Lee, Frederick L'Ecuyer Mark Shewchyk, Ryan Galloway |

| 8 mai | Tampa Bay | 7-3 (3-0, 2-0, 2-3) | Toronto | Amalie Arena 19 092 spectateurs |

| Feuille de match | Feuille de match | Feuille de match                              | Feuille de match | Feuille de match                                                   |
| ---------------- | --- | --------------------------------------------- | --- | ------------------------------------------------------------------ |
|                  | Stamkos (Koutcherov, Hedman) — 1 min Bellemare — 5 min 20 s Maroon (Sergatchiov, Hedman) — 7 min 58 s Colton (Hagel, Foote) — 23 min 17 s Perry (Koutcherov, Point) — 25 min 25 s (SN) Palát — 54 min 40 s (CV) Colton (Hagel, McDonagh) — 57 min 44 s (CV) | 1-0 2-0 3-0 4-0 5-0 5-1 5-2 6-2 6-3 7-3       | Nylander (Matthews, Rielly) — 42 min 27 s (SN) Nylander (Tavares) — 52 min 1 s Muzzin (Brodie, Blackwell) — 55 min 41 s | Arbitrage : TJ Luxmore, Kevin Pollock Mark Shewchyk, Ryan Galloway |
| Vassilevski      | Gardiens | Campbell (26 min 49 s) Källgren (30 min 46 s) | | Arbitrage : TJ Luxmore, Kevin Pollock Mark Shewchyk, Ryan Galloway |
| 22 min           | Pénalités | 30 min                                        | | Arbitrage : TJ Luxmore, Kevin Pollock Mark Shewchyk, Ryan Galloway |
| 28               | Tirs | 25                                            | | Arbitrage : TJ Luxmore, Kevin Pollock Mark Shewchyk, Ryan Galloway |

| 10 mai | Toronto | 4-3 (0-2, 1-0, 3-1) | Tampa Bay | Scotiabank Arena 19 434 spectateurs |

| Feuille de match | Feuille de match | Feuille de match            | Feuille de match | Feuille de match                                                     |
| ---------------- | --- | --------------------------- | --- | -------------------------------------------------------------------- |
|                  | Tavares (Nylander, Giordano) — 23 min 35 s (SN) Rielly (Tavares, Nylander) — 43 min 1 s Nylander (Mikheïev, Holl) — 44 min 14 s Matthews (Marner, Bunting) — 53 min 54 s | 0-1 0-2 1-2 2-2 3-2 3-3 4-3 | Stamkos (Palát, Koutcherov) — 5 min 19 s Hedman (Koutcherov, Killorn) — 6 min 11 s (SN) McDonagh (Colton, Paul) — 48 min 17 s | Arbitrage : Trevor Hanson, Jean Hebert David Brisebois, Derek Nansen |
| Campbell         | Gardiens | Vassilevski                 | | Arbitrage : Trevor Hanson, Jean Hebert David Brisebois, Derek Nansen |
| 10 min           | Pénalités | 12 min                      | | Arbitrage : Trevor Hanson, Jean Hebert David Brisebois, Derek Nansen |
| 25               | Tirs | 35                          | | Arbitrage : Trevor Hanson, Jean Hebert David Brisebois, Derek Nansen |

| 12 mai | Tampa Bay | 4-3 (pr) (1-0, 1-3, 1-0, 1-0) | Toronto | Amalie Arena 19 092 spectateurs |

| Feuille de match | Feuille de match | Feuille de match            | Feuille de match | Feuille de match                                                     |
| ---------------- | --- | --------------------------- | --- | -------------------------------------------------------------------- |
|                  | Palát — 17 min 38 s Cirelli — 30 min 46 s (IN) Koutcherov (Point, Stamkos) — 49 min 20 s (SN) Point (Killorn, Hagel) — 78 min 4 s | 1-0 2-0 2-1 2-2 2-3 3-3 4-3 | Matthews (Giordano, Nylander) — 31 min 40 s Tavares (Spezza, Kaše) — 39 min 26 s Tavares (Nylander, Kerfoot) — 39 min 52 s | Arbitrage : Jake Brenk, Kelly Sutherland Ryan Gibbons, Brad Kovachik |
| Vassilevski      | Gardiens | Campbell                    | | Arbitrage : Jake Brenk, Kelly Sutherland Ryan Gibbons, Brad Kovachik |
| 4 min            | Pénalités | 8 min                       | | Arbitrage : Jake Brenk, Kelly Sutherland Ryan Gibbons, Brad Kovachik |
| 35               | Tirs | 33                          | | Arbitrage : Jake Brenk, Kelly Sutherland Ryan Gibbons, Brad Kovachik |

| 14 mai | Toronto | 1-2 (0-1, 1-1, 0-0) | Tampa Bay | Scotiabank Arena 19 316 spectateurs |

| Feuille de match | Feuille de match                        | Feuille de match | Feuille de match                                      | Feuille de match                                                    |
| ---------------- | --------------------------------------- | ---------------- | ----------------------------------------------------- | ------------------------------------------------------------------- |
|                  | Rielly (Matthews, Marner) — 33 min 25 s | 0-1 1-1 1-2      | Paul (Colton, Foote) — 18 min 24 s Paul — 36 min 32 s | Arbitrage : Wes McCauley, Eric Furlatt Scott Cherrey, Brad Kovachik |
| Campbell         | Gardiens                                | Vassilevski      |                                                       | Arbitrage : Wes McCauley, Eric Furlatt Scott Cherrey, Brad Kovachik |
| 4 min            | Pénalités                               | 6 min            |                                                       | Arbitrage : Wes McCauley, Eric Furlatt Scott Cherrey, Brad Kovachik |
| 31               | Tirs                                    | 25               |                                                       | Arbitrage : Wes McCauley, Eric Furlatt Scott Cherrey, Brad Kovachik |

#### Caroline contre Boston
Les Hurricanes de la Caroline, vainqueurs de la division Métropolitaine et troisième meilleure équipe de la ligue, sont opposés aux Bruins de Boston, septième équipe de l'association de l'Est. Les deux équipes se rencontrent pour la troisième fois en quatre ans, les deux précédentes séries en 2019 et 2020 s'étant soldées par des victoires en quatre puis en cinq matchs pour les Bruins,. À l'inverse, lors de la saison régulière, les Hurricanes ont dominé les débats en s'imposant dans les trois matchs joués contre les Bruins sur les scores de 3-0, 7-1 puis 6-0. En attaque, Bradley Marchand est le meilleur passeur et pointeur des Bruins alors que David Pastrňák en est le meilleur buteur ; pour les Hurricanes, Sebastian Aho est le meilleur buteur, passeur et pointeur de l'équipe. Dans les buts des Bruins, Linus Ullmark et Jeremy Swayman ont joué 41 matchs chacun en saison régulière. Pour les Hurricanes, Frederik Andersen qui a arrêté 98 des 99 tirs des Bruins lors de la saison, est le gardien numéro 1 de l'équipe mais est incertain pour le début des séries, n'ayant plus joué depuis le 16 avril après s'être blessé contre l'Avalanche du Colorado.
| 2 mai | Caroline | 5-1 (0-0, 2-0, 3-1) | Boston | PNC Arena 18 680 spectateurs |

| Feuille de match | Feuille de match | Feuille de match        | Feuille de match                   | Feuille de match                                                    |
| ---------------- | --- | ----------------------- | ---------------------------------- | ------------------------------------------------------------------- |
|                  | Jarvis (Slavin, Niederreiter) — 36 min 28 s Niederreiter (DeAngelo, Nečas) — 38 min 38 s Teravainen (Trocheck) — 47 min 2 s Trocheck (Domi, Pesce) — 56 min 59 s Svetchnikov (Aho, Jarvis) — 57 min 59 s (CV) | 1-0 2-0 2-1 3-1 4-1 5-1 | Hall (Haula, McAvoy) — 42 min 53 s | Arbitrage : TJ Luxmore, Kevin Pollock Matt MacPherson, Andrew Smith |
| Raanta           | Gardiens | Ullmark                 |                                    | Arbitrage : TJ Luxmore, Kevin Pollock Matt MacPherson, Andrew Smith |
| 6 min            | Pénalités | 16 min                  |                                    | Arbitrage : TJ Luxmore, Kevin Pollock Matt MacPherson, Andrew Smith |
| 25               | Tirs | 36                      |                                    | Arbitrage : TJ Luxmore, Kevin Pollock Matt MacPherson, Andrew Smith |

| 4 mai | Caroline | 5-2 (2-0, 2-1, 1-1) | Boston | PNC Arena 18 880 spectateurs |

| Feuille de match                            | Feuille de match | Feuille de match            | Feuille de match                                                       | Feuille de match                                                      |
| ------------------------------------------- | --- | --------------------------- | ---------------------------------------------------------------------- | --------------------------------------------------------------------- |
|                                             | Fast (Staal, Slavin) — 13 min 3 s Aho (DeAngelo, Slavin) — 15 min 30 s Aho (DeAngelo, Teravainen) — 21 min 10 s (SN) Niederreiter (Trocheck, DeAngelo) — 38 min 52 s (SN) Niederreiter (Svetchnikov) — 59 min 19 s (CV) | 1-0 2-0 3-0 3-1 4-1 4-2 5-2 | Bergeron (Marchand) — 34 min 57 s (SN) Bergeron (McAvoy) — 52 min 21 s | Arbitrage : Dan O'Rourke, Brian Pochmara Ryan Galloway, Mark Shewchyk |
| Raanta (7 min 47 s) Kotchetkov (52 min 5 s) | Gardiens | Ullmark                     |                                                                        | Arbitrage : Dan O'Rourke, Brian Pochmara Ryan Galloway, Mark Shewchyk |
| 18 min                                      | Pénalités | 28 min                      |                                                                        | Arbitrage : Dan O'Rourke, Brian Pochmara Ryan Galloway, Mark Shewchyk |
| 34                                          | Tirs | 38                          |                                                                        | Arbitrage : Dan O'Rourke, Brian Pochmara Ryan Galloway, Mark Shewchyk |

| 6 mai | Boston | 4-2 (1-1, 2-0, 1-1) | Caroline | TD Garden 17 850 spectateurs |

| Feuille de match | Feuille de match | Feuille de match        | Feuille de match                                   | Feuille de match                                                          |
| ---------------- | --- | ----------------------- | -------------------------------------------------- | ------------------------------------------------------------------------- |
|                  | Coyle (DeBrusk) — 17 min 16 s (IN) Marchand (Bergeron) — 25 min 41 s Pastrňák (Marchand, Coyle) — 34 min 53 s (SN) Hall (Pastrňák, Marchand) — 44 min 8 s (SN) | 0-1 1-1 2-1 3-1 4-1 4-2 | Trocheck (Smith) — 9 min 17 s Slavin — 51 min 30 s | Arbitrage : Gord Dwyer, Francois StLaurent Shandor Alphonso, Jonny Murray |
| Swayman          | Gardiens | Kotchetkov              |                                                    | Arbitrage : Gord Dwyer, Francois StLaurent Shandor Alphonso, Jonny Murray |
| 12 min           | Pénalités | 12 min                  |                                                    | Arbitrage : Gord Dwyer, Francois StLaurent Shandor Alphonso, Jonny Murray |
| 28               | Tirs | 27                      |                                                    | Arbitrage : Gord Dwyer, Francois StLaurent Shandor Alphonso, Jonny Murray |

| 8 mai | Boston | 5-2 (1-1, 1-1, 3-0) | Caroline | TD Garden 17 850 spectateurs |

| Feuille de match | Feuille de match | Feuille de match            | Feuille de match                                                              | Feuille de match                                                       |
| ---------------- | --- | --------------------------- | ----------------------------------------------------------------------------- | ---------------------------------------------------------------------- |
|                  | Bergeron (Pastrňák, Marchand) — 16 min 9 s DeBrusk (Marchand, Bergeron) — 38 min 44 s (SN) Marchand (Coyle, DeBrusk) — 40 min 44 s (SN) Pastrňák (Marchand, Bergeron) — 45 min 41 s Marchand (Coyle, Carlo) — 59 min 25 s (CV) | 0-1 1-1 1-2 2-2 3-2 4-2 5-2 | Pesce (Staal, Domi) — 14 min 6 s Staal (Niederreiter, DeAngelo) — 20 min 33 s | Arbitrage : Frederick L'Ecuyer, Chris Lee Mark Shewchyk, Ryan Galloway |
| Swayman          | Gardiens | Raanta                      |                                                                               | Arbitrage : Frederick L'Ecuyer, Chris Lee Mark Shewchyk, Ryan Galloway |
| 10 min           | Pénalités | 18 min                      |                                                                               | Arbitrage : Frederick L'Ecuyer, Chris Lee Mark Shewchyk, Ryan Galloway |
| 28               | Tirs | 26                          |                                                                               | Arbitrage : Frederick L'Ecuyer, Chris Lee Mark Shewchyk, Ryan Galloway |

| 10 mai | Caroline | 5-1 (2-0, 1-0, 2-1) | Boston | PNC Arena 19 163 spectateurs |

| Feuille de match | Feuille de match | Feuille de match        | Feuille de match                   | Feuille de match                                                  |
| ---------------- | --- | ----------------------- | ---------------------------------- | ----------------------------------------------------------------- |
|                  | Slavin (DeAngelo, Aho) — 6 min 11 s DeAngelo (Teravainen, Trocheck) — 12 min 17 s (SN) Jarvis (Aho, Teravainen) — 35 min 52 s Jarvis (Trocheck, DeAngelo) — 43 min 31 s (SN) Trocheck (Nečas, Teravainen) — 56 min 20 s (CV) | 1-0 2-0 3-0 4-0 4-1 5-1 | Clifton (Haula, Hall) — 50 min 9 s | Arbitrage : Jon McIsaac, Eric Furlatt Brad Kovachik, Ryan Gibbons |
| Raanta           | Gardiens | Swayman                 |                                    | Arbitrage : Jon McIsaac, Eric Furlatt Brad Kovachik, Ryan Gibbons |
| 6 min            | Pénalités | 10 min                  |                                    | Arbitrage : Jon McIsaac, Eric Furlatt Brad Kovachik, Ryan Gibbons |
| 38               | Tirs | 34                      |                                    | Arbitrage : Jon McIsaac, Eric Furlatt Brad Kovachik, Ryan Gibbons |

| 12 mai | Boston | 5-2 (0-0, 2-0, 3-2) | Caroline | TD Garden 17 850 spectateurs |

| Feuille de match | Feuille de match | Feuille de match            | Feuille de match                                                                  | Feuille de match                                                     |
| ---------------- | --- | --------------------------- | --------------------------------------------------------------------------------- | -------------------------------------------------------------------- |
|                  | Marchand (Clifton, Coyle) — 20 min 46 s Coyle (Pastrňák, Marchand) — 38 min 4 s (SN) Haula (McAvoy) — 47 min 8 s Forbort (Nosek) — 50 min 43 s Lazar (Foligno, Nosek) — 55 min 43 s (CV) | 1-0 2-0 2-1 3-1 4-1 5-1 5-2 | Svetchnikov (Jarvis) — 43 min 24 s Svetchnikov (Nečas, Slavin) — 57 min 30 s (SN) | Arbitrage : Jean Hebert, Trevor Hanson Andrew Smith, Matt MacPherson |
| Swayman          | Gardiens | Raanta                      |                                                                                   | Arbitrage : Jean Hebert, Trevor Hanson Andrew Smith, Matt MacPherson |
| 12 min           | Pénalités | 6 min                       |                                                                                   | Arbitrage : Jean Hebert, Trevor Hanson Andrew Smith, Matt MacPherson |
| 34               | Tirs | 25                          |                                                                                   | Arbitrage : Jean Hebert, Trevor Hanson Andrew Smith, Matt MacPherson |

| 14 mai | Caroline | 3-2 (1-0, 2-1, 0-1) | Boston | PNC Arena 19 513 spectateurs |

| Feuille de match | Feuille de match                                                                                                  | Feuille de match    | Feuille de match                                                              | Feuille de match                                               |
| ---------------- | --- | ------------------- | ----------------------------------------------------------------------------- | -------------------------------------------------------------- |
|                  | Teravainen (Domi, Slavin) — 18 min 36 s Domi (Staal, Skjei) — 23 min 14 s Domi (Teravainen, Slavin) — 30 min 33 s | 1-0 2-0 2-1 3-1 3-2 | DeBrusk (McAvoy, Bergeron) — 25 min 4 s Pastrňák (McAvoy, Hall) — 59 min 38 s | Arbitrage : Chris Lee, Steve Kozari Jonny Murray, Ryan Gibbons |
| Raanta           | Gardiens | Swayman             |                                                                               | Arbitrage : Chris Lee, Steve Kozari Jonny Murray, Ryan Gibbons |
| 6 min            | Pénalités | 10 min              |                                                                               | Arbitrage : Chris Lee, Steve Kozari Jonny Murray, Ryan Gibbons |
| 31               | Tirs | 29                  |                                                                               | Arbitrage : Chris Lee, Steve Kozari Jonny Murray, Ryan Gibbons |

#### New York contre Pittsburgh
Les Rangers de New York et les Penguins de Pittsburgh, respectivement deuxièmes et troisièmes de la division Métropolitaine, s'affrontent pour la huitième fois en séries éliminatoires. Avec 52 victoires et 110 points, la saison des Rangers est l'une des meilleures de leur histoire. De leur côté, les Penguins participent pour la 16e fois consécutive aux séries ; il s'agit de la plus longue série en cours dans les quatre sport majeurs Nord-américains. Les Rangers ont remporté trois des quatre confrontations entre les deux équipes en saison régulière,. Avec 52 buts, Christopher Kreider est le meilleur buteur des Rangers alors que Artemi Panarine en est le meilleur passeur et pointeur. Chez les Penguins, Jake Guentzel et Sidney Crosby sont les meilleurs pointeurs de l'équipe. Les Rangers, Igor Chestiorkine est le meilleur gardien de la ligue, tant pour la moyenne de buts encaissés (2,07) que pour le pourcentage d'arrêts (93,5 %). Le gardien numéro un des Penguins, Tristan Jarry, est blessé et n'est pas disponible pour le début des séries.
| 3 mai | New York | 3-4 (3 pr) (1-0, 2-3, 0-0, 0-0, 0-0, 0-1) | Pittsburgh | Madison Square Garden 18 006 spectateurs |

| Feuille de match | Feuille de match | Feuille de match                            | Feuille de match | Feuille de match                                                         |
| ---------------- | --- | ------------------------------------------- | --- | ------------------------------------------------------------------------ |
|                  | Fox (Zibanejad, Kreider) — 9 min 19 s (SN) Copp (Strome, Trouba) — 23 min 8 s Kreider (Zibanejad) — 37 min 7 s (IN) | 1-0 2-0 2-1 2-2 3-2 3-3 3-4                 | Guentzel (Crosby, Rust) — 24 min 32 s Guentzel (Crosby, Rust) — 31 min 47 s Rust (Malkine, Letang) — 38 min 30 s (SN) Malkine (Marino, Kapanen) — 105 min 58 s | Arbitrage : Chris Lee, Frederick L'Ecuyer Jonny Murray, Shandor Alphonso |
| Chestiorkine     | Gardiens | DeSmith (89 min 7 s) Domingue (16 min 40 s) | | Arbitrage : Chris Lee, Frederick L'Ecuyer Jonny Murray, Shandor Alphonso |
| 8 min            | Pénalités | 2 min                                       | | Arbitrage : Chris Lee, Frederick L'Ecuyer Jonny Murray, Shandor Alphonso |
| 68               | Tirs | 83                                          | | Arbitrage : Chris Lee, Frederick L'Ecuyer Jonny Murray, Shandor Alphonso |

| 5 mai | New York | 5-2 (1-1, 2-1, 2-0) | Pittsburgh | Madison Square Garden 18 006 spectateurs |

| Feuille de match | Feuille de match | Feuille de match            | Feuille de match                                                                 | Feuille de match                                                  |
| ---------------- | --- | --------------------------- | -------------------------------------------------------------------------------- | ----------------------------------------------------------------- |
|                  | Copp (Panarine, Braun) — 6 min 50 s Strome (Fox, Panarine) — 22 min 59 s (SN) Kreider (Vatrano, Miller) — 32 min 6 s Panarine (Vatrano, Miller) — 48 min 2 s Vatrano (Schneider) — 49 min 49 s | 1-0 1-1 2-1 3-1 3-2 4-2 5-2 | Guentzel (Pettersson, Crosby) — 8 min 52 s Crosby (Rust, Matheson) — 38 min 34 s | Arbitrage : Jon McIsaac, Eric Furlatt Brad Kovachik, Ryan Gibbons |
| Chestiorkine     | Gardiens | Domingue                    |                                                                                  | Arbitrage : Jon McIsaac, Eric Furlatt Brad Kovachik, Ryan Gibbons |
| 8 min            | Pénalités | 12 min                      |                                                                                  | Arbitrage : Jon McIsaac, Eric Furlatt Brad Kovachik, Ryan Gibbons |
| 40               | Tirs | 41                          |                                                                                  | Arbitrage : Jon McIsaac, Eric Furlatt Brad Kovachik, Ryan Gibbons |

| 7 mai | Pittsburgh | 7-4 (4-1, 0-3, 3-0) | New York | PPG Paints Arena 18 385 spectateurs |

| Feuille de match | Feuille de match | Feuille de match                               | Feuille de match | Feuille de match                                              |
| ---------------- | --- | ---------------------------------------------- | --- | ------------------------------------------------------------- |
|                  | McGinn — 1 min 57 s Carter (Rodrigues, Matheson) — 8 min 18 s (SN) Rodrigues (Matheson, Domingue) — 10 min 31 s (SN) Rodrigues (Boyle) — 15 min 15 s Heinen — 51 min 2 s Guentzel (Crosby, Matheson) — 57 min 46 s (CV) Carter (Crosby, McGinn) — 58 min 53 s (CV) | 1-0 1-1 2-1 3-1 4-1 4-2 4-3 4-4 5-4 6-4 7-4    | Kakko (Lafrenière, Chytil) — 5 min 8 s Vatrano (Kreider, Zibanejad) — 26 min 51 s Panarine (Fox, Strome) — 27 min 58 s Copp (Rooney) — 35 min 59 s (IN) | Arbitrage : Kyle Rehman, Steve Kozari Trent Knorr, Devin Berg |
| Domingue         | Gardiens | Chestiorkine (20 min) Gueorguiev (38 min 57 s) | | Arbitrage : Kyle Rehman, Steve Kozari Trent Knorr, Devin Berg |
| 6 min            | Pénalités | 6 min                                          | | Arbitrage : Kyle Rehman, Steve Kozari Trent Knorr, Devin Berg |
| 37               | Tirs | 36                                             | | Arbitrage : Kyle Rehman, Steve Kozari Trent Knorr, Devin Berg |

| 9 mai | Pittsburgh | 7-2 (1-1, 5-1, 1-0) | New York | PPG Paints Arena 18 392 spectateurs |

| Feuille de match | Feuille de match | Feuille de match                             | Feuille de match                                                          | Feuille de match                                                   |
| ---------------- | --- | -------------------------------------------- | ------------------------------------------------------------------------- | ------------------------------------------------------------------ |
|                  | Crosby (Guentzel, Letang) — 11 min 17 s (SN) Matheson (Crosby) — 23 min 14 s Guentzel (Rust, Crosby) — 23 min 38 s Friedman (Bļugers, Boyle) — 31 min 22 s Heinen (Letang) — 38 min 53 s Carter (Zucker) — 39 min 28 s Malkine (Kapanen) — 52 min 22 s | 0-1 1-1 2-1 3-1 4-1 4-2 5-2 6-2 7-2          | Lafrenière (Schneider) — 2 min 6 s Fox (Panarine, Zibanejad) — 34 min 4 s | Arbitrage : Kelly Sutherland, Jake Brenk Andrew Smith, Trent Knorr |
| Domingue         | Gardiens | Chestiorkine (39 min 53 s Gueorguiev (20 min |                                                                           | Arbitrage : Kelly Sutherland, Jake Brenk Andrew Smith, Trent Knorr |
| 2 min            | Pénalités | 6 min                                        |                                                                           | Arbitrage : Kelly Sutherland, Jake Brenk Andrew Smith, Trent Knorr |
| 41               | Tirs | 24                                           |                                                                           | Arbitrage : Kelly Sutherland, Jake Brenk Andrew Smith, Trent Knorr |

| 11 mai | New York | 5-3 (0-1, 3-2, 2-0) | Pittsburgh | Madison Square Garden 18 006 spectateurs |

| Feuille de match | Feuille de match | Feuille de match                | Feuille de match                                                                                               | Feuille de match                                                |
| ---------------- | --- | ------------------------------- | --- | --------------------------------------------------------------- |
|                  | Fox (Copp, Strome) — 35 min 11 s Lafrenière (Kakko, Trouba) — 36 min 41 s Trouba (Panarine, Miller) — 37 min 53 s Chytil (Lafrenière, Vatrano) — 42 min 53 s (SN) Lindgren — 59 min 44 s (CV) | 0-1 0-2 1-2 2-2 3-2 3-3 4-3 5-3 | Guentzel (Rust, Matheson) — 10 min 28 s Letang (Malkine, Zucker) — 27 min 58 s Guentzel (Malkine) — 38 min 6 s | Arbitrage : Garrett Rank, Wes McCauley Steve Barton, Ryan Daisy |
| Chestiorkine     | Gardiens | Domingue                        | | Arbitrage : Garrett Rank, Wes McCauley Steve Barton, Ryan Daisy |
| 8 min            | Pénalités | 8 min                           | | Arbitrage : Garrett Rank, Wes McCauley Steve Barton, Ryan Daisy |
| 34               | Tirs | 32                              | | Arbitrage : Garrett Rank, Wes McCauley Steve Barton, Ryan Daisy |

| 13 mai | Pittsburgh | 3-5 (2-0, 1-3, 0-2) | New York | PPG Paints Arena 18 342 spectateurs |

| Feuille de match | Feuille de match                                                                               | Feuille de match                | Feuille de match | Feuille de match                                                   |
| ---------------- | ---------------------------------------------------------------------------------------------- | ------------------------------- | --- | ------------------------------------------------------------------ |
|                  | Carter (Kapanen, Pettersson) — 14 min 12 s Rust (Guentzel) — 15 min 48 s Malkine — 36 min 36 s | 1-0 2-0 2-1 2-2 2-3 3-3 3-4 3-5 | Zibanejad (Strome, Fox) — 25 min 5 s (SN) Zibanejad (Fox, Lindgren) — 26 min 21 s Kreider (Zibanejad, Chestiorkine) — 33 min 48 s (SN) Kreider (Zibanejad, Fox) — 58 min 32 s Copp (Rooney, Fox) — 59 min 33 s (CV) | Arbitrage : Kevin Pollock, TJ Luxmore Mark Shewchyk, Ryan Galloway |
| Domingue         | Gardiens                                                                                       | Chestiorkine                    | | Arbitrage : Kevin Pollock, TJ Luxmore Mark Shewchyk, Ryan Galloway |
| 8 min            | Pénalités                                                                                      | 8 min                           | | Arbitrage : Kevin Pollock, TJ Luxmore Mark Shewchyk, Ryan Galloway |
| 34               | Tirs                                                                                           | 38                              | | Arbitrage : Kevin Pollock, TJ Luxmore Mark Shewchyk, Ryan Galloway |

| 15 mai | New York | 4-3 (pr) (1-1, 1-2, 1-0, 1-0) | Pittsburgh | Madison Square Garden 18 006 spectateurs |

| Feuille de match | Feuille de match | Feuille de match            | Feuille de match | Feuille de match                                                  |
| ---------------- | --- | --------------------------- | --- | ----------------------------------------------------------------- |
|                  | Kreider (Zibanejad, Schneider) — 7 min 36 s Miller (Copp, Strome) — 31 min 23 s Zibanejad (Copp) — 54 min 15 s Panarine (Fox, Zibanejad) — 64 min 46 s (SN) | 1-0 1-1 1-2 2-2 2-3 3-3 4-3 | Heinen (Carter, Rodrigues) — 18 min 51 s (SN) Guentzel (Rust, Crosby) — 30 min 18 s (SN) Rodrigues — 37 min 24 s (IN) | Arbitrage : Kelly Sutherland, Gord Dwyer Steve Barton, Devin Berg |
| Chestiorkine     | Gardiens | Jarry                       | | Arbitrage : Kelly Sutherland, Gord Dwyer Steve Barton, Devin Berg |
| 12 min           | Pénalités | 10 min                      | | Arbitrage : Kelly Sutherland, Gord Dwyer Steve Barton, Devin Berg |
| 30               | Tirs | 45                          | | Arbitrage : Kelly Sutherland, Gord Dwyer Steve Barton, Devin Berg |

#### Colorado contre Nashville
L'Avalanche du Colorado, meilleure équipe de l'association de l'Ouest, est opposée aux Predators de Nashville, cinquième équipe de la division Centrale et dernière équipe qualifiée de l'association. La série semble déséquilibrée au regard de l'écart de 22 points entre les deux équipes en saison régulière, pourtant, les Predators ont remporté trois des quatre confrontations entre les deux équipes,. L'Avalanche est menée par Mikko Rantanen, Nathan MacKinnon, Nazem Kadri et le défenseur Cale Makar qui ont tous les quatre marqué plus de 80 points. La ligne formée par Matthew Duchene, Filip Forsberg et Mikael Granlund est la principale force de frappe pour les Predators. Côté gardien, Darcy Kuemper est le gardien numéro un de l'Avalanche alors que Juuse Saros, pour les Predators, est le gardien qui a joué le plus de matches lors de la saison. Mais ce dernier est incertain pour le début des séries en raison d'une blessure et pourrait être remplacé par David Rittich ou Connor Ingram qui ont terminé la saison avec des statistiques très faibles,.
| 3 mai | Colorado | 7-2 (5-0, 1-1, 1-1) | Nashville | Ball Arena 18 091 spectateurs |

| Feuille de match | Feuille de match | Feuille de match                          | Feuille de match                                                                          | Feuille de match                                                  |
| ---------------- | --- | ----------------------------------------- | ----------------------------------------------------------------------------------------- | ----------------------------------------------------------------- |
|                  | MacKinnon (Rantanen, Makar) — 2 min 20 s (SN) Toews (Rantanen, Makar) — 2 min 42 s Cogliano — 8 min 30 s (IN) Makar — 12 min 15 s Lehkonen (Kadri, Landeskog) — 15 min 4 s Landeskog (MacKinnon, Rantanen) — 34 min 44 s (SN) MacKinnon (Girard, Nitchouchkine) — 46 min 3 s | 1-0 2-0 3-0 4-0 5-0 6-0 6-1 7-1 7-2       | Duchene (Johansen, Granlund) — 38 min 40 s (SN) Duchene (Granlund, Benning) — 52 min 26 s | Arbitrage : Trevor Hanson, Jean Hebert Bevan Mills, Bryan Pancich |
| Kuemper          | Gardiens | Rittich (15 min 4 s) Ingram (44 min 56 s) |                                                                                           | Arbitrage : Trevor Hanson, Jean Hebert Bevan Mills, Bryan Pancich |
| 22 min           | Pénalités | 34 min                                    |                                                                                           | Arbitrage : Trevor Hanson, Jean Hebert Bevan Mills, Bryan Pancich |
| 45               | Tirs | 25                                        |                                                                                           | Arbitrage : Trevor Hanson, Jean Hebert Bevan Mills, Bryan Pancich |

| 5 mai | Colorado | 2-1 (pr) (1-1, 0-0, 0-0, 1-0) | Nashville | Ball Arena 18 115 spectateurs |

| Feuille de match | Feuille de match                                                    | Feuille de match | Feuille de match                       | Feuille de match                                                    |
| ---------------- | ------------------------------------------------------------------- | ---------------- | -------------------------------------- | ------------------------------------------------------------------- |
|                  | MacKinnon (Johnson) — 5 min 25 s Makar (Sturm, Toews) — 68 min 31 s | 1-0 1-1 2-1      | Trenine (Josi, Carrier)) — 15 min 19 s | Arbitrage : Steve Kozari, Kyle Rehman Derek Nansen, David Brisebois |
| Kuemper          | Gardiens                                                            | Ingram           |                                        | Arbitrage : Steve Kozari, Kyle Rehman Derek Nansen, David Brisebois |
| 8 min            | Pénalités                                                           | 8 min            |                                        | Arbitrage : Steve Kozari, Kyle Rehman Derek Nansen, David Brisebois |
| 51               | Tirs                                                                | 26               |                                        | Arbitrage : Steve Kozari, Kyle Rehman Derek Nansen, David Brisebois |

| 7 mai | Nashville | 3-7 (1-2, 2-3, 0-2) | Colorado | Bridgestone Arena 17 430 spectateurs |

| Feuille de match | Feuille de match | Feuille de match                            | Feuille de match | Feuille de match                                                     |
| ---------------- | --- | ------------------------------------------- | --- | -------------------------------------------------------------------- |
|                  | Duchene (Kunin, Carrier) — 17 min 37 s Tolvanen (Ekholm, Carrier) — 25 min 41 s (SN) Josi (Johansen, Granlund) — 32 min 54 s (SN) | 0-1 0-2 1-2 2-2 2-3 3-3 3-4 3-5 3-6 3-7     | Lehkonen (Toews, Girard) — 10 min 45 s (SN) MacKinnon (Landeskog, Makar) — 16 min 8 s (SN) Landeskog (Rantanen, Makar) — 30 min 58 s (SN) Landeskog (Kadri, Manson) — 34 min 2 s Kadri — 34 min 41 s (SN) Toews (Makar, Landeskog) — 49 min 33 s Nitchouchkine (Rantanen, Johnson) — 57 min 14 s (CV) | Arbitrage : Jake Brenk, Kelly Sutherland Brad Kovachik, Ryan Gibbons |
| Ingram           | Gardiens | Kuemper (19 min 3 s) Francouz (40 min 57 s) | | Arbitrage : Jake Brenk, Kelly Sutherland Brad Kovachik, Ryan Gibbons |
| 10 min           | Pénalités | 6 min                                       | | Arbitrage : Jake Brenk, Kelly Sutherland Brad Kovachik, Ryan Gibbons |
| 30               | Tirs | 42                                          | | Arbitrage : Jake Brenk, Kelly Sutherland Brad Kovachik, Ryan Gibbons |

| 9 mai | Nashville | 3-5 (1-1, 1-1, 1-3) | Colorado | Bridgestone Arena 17 188 spectateurs |

| Feuille de match | Feuille de match                                                                                                  | Feuille de match                | Feuille de match | Feuille de match                                                         |
| ---------------- | --- | ------------------------------- | --- | ------------------------------------------------------------------------ |
|                  | Trenine (Sissons) — 18 min 59 s Trenine (Sissons, Jeannot) — 36 min 49 s Forsberg (Ekholm, Duchene) — 43 min 58 s | 0-1 1-1 1-2 2-2 3-2 3-3 3-4 3-5 | Burakovsky (Taylor Compher, Byram) — 1 min 56 s Makar (Compher) — 33 min 33 s Toews (Johnson, Burakovsky) — 48 min 55 s Nitchouchkine (Makar, Burakovsky) — 52 min 2 s MacKinnon (Makar) — 59 min 4 s (SN + CV) | Arbitrage : Garrett Rank, Wes McCauley Shandor Alphonso, Matt MacPherson |
| Ingram           | Gardiens | Francouz                        | | Arbitrage : Garrett Rank, Wes McCauley Shandor Alphonso, Matt MacPherson |
| 4 min            | Pénalités | 4 min                           | | Arbitrage : Garrett Rank, Wes McCauley Shandor Alphonso, Matt MacPherson |
| 31               | Tirs | 38                              | | Arbitrage : Garrett Rank, Wes McCauley Shandor Alphonso, Matt MacPherson |

#### Minnesota contre Saint-Louis
Le Wild du Minnesota et les Blues de Saint-Louis, respectivement deuxième et troisièmes de la division centrale, s'affrontent en séries après s'être rencontrés à trois reprises en saison régulière. Les Blues se sont imposés à chaque fois : deux fois en prolongation et une fois lors de la classique hivernale jouée en plein air. Le Wild est mené par Kirill Kaprizov, 5e buteur et pointeur de la ligue qui, avec 108 points, est devenu le premier joueur de l'histoire de la franchise à dépasser 100 points en saison régulière. Pour les Blues, Vladimir Tarassenko, avec 34 buts et 82 points, a terminé meilleur buteur et pointeur de son équipe. Celle-ci peut cependant compter sur 9 joueurs différents qui ont marqué au moins 20 buts lors de la saison. Dans les buts, le gardien titulaire du Wild était Cameron Talbot secondé par Kaapo Kähkönen, mais l'équipe a acquis Marc-André Fleury des Blackhawks de Chicago le 21 mars contre un choix de repêchage en 2022 puis a échangé Kähkönen aux Sharks de San José. Du côté des Blues, Ville Husso et Jordan Binnington se sont partagé le filet lors de la saison.
| 2 mai | Minnesota | 0-4 (0-2, 0-1, 0-1) | Saint-Louis | Xcel Energy Center 19 053 spectateurs |

| Feuille de match | Feuille de match | Feuille de match | Feuille de match | Feuille de match                                                           |
| ---------------- | ---------------- | ---------------- | --- | -------------------------------------------------------------------------- |
|                  |                  | 0-1 0-2 0-3 0-4  | Perron (O'Reilly, Krug) — 6 min 15 s (SN) O'Reilly (Faulk, Perron) — 15 min 56 s Perron (Schenn, Krug) — 36 min 30 s (SN) Perron (Krug, Saad) — 52 min 34 s | Arbitrage : Kelly Sutherland, Jake Brenk Brandon Gawryletz, Kiel Murchison |
| Fleury           | Gardiens         | Husso            | | Arbitrage : Kelly Sutherland, Jake Brenk Brandon Gawryletz, Kiel Murchison |
| 28 min           | Pénalités        | 18 min           | | Arbitrage : Kelly Sutherland, Jake Brenk Brandon Gawryletz, Kiel Murchison |
| 37               | Tirs             | 31               | | Arbitrage : Kelly Sutherland, Jake Brenk Brandon Gawryletz, Kiel Murchison |

| 4 mai | Minnesota | 6-2 (3-0, 1-1, 2-1) | Saint-Louis | Xcel Energy Center 19 376 spectateurs |

| Feuille de match | Feuille de match | Feuille de match                | Feuille de match                                                                               | Feuille de match                                                         |
| ---------------- | --- | ------------------------------- | ---------------------------------------------------------------------------------------------- | ------------------------------------------------------------------------ |
|                  | Eriksson Ek (Greenway) — 9 min 33 s Gaudreau (Brodin, Hartman) — 13 min 4 s (SN) Kaprizov (Eriksson Ek, Zuccarello Aasen) — 19 min 6 s (SN) Eriksson Ek — 20 min 51 s Kaprizov (Zuccarello Aasen) — 51 min 47 s Kaprizov (Hartman, Brodin) — 52 min 52 s (CV) | 1-0 2-0 3-0 4-0 4-1 4-2 5-2 6-2 | Kyrou (Thomas, Tarassenko) — 32 min 34 s (SN) Tarassenko (Boutchnevitch, Thomas) — 44 min 14 s | Arbitrage : Graham Skilliter, Chris Rooney Matt MacPherson, Andrew Smith |
| Fleury           | Gardiens | Husso                           |                                                                                                | Arbitrage : Graham Skilliter, Chris Rooney Matt MacPherson, Andrew Smith |
| 16 min           | Pénalités | 12 min                          |                                                                                                | Arbitrage : Graham Skilliter, Chris Rooney Matt MacPherson, Andrew Smith |
| 28               | Tirs | 34                              |                                                                                                | Arbitrage : Graham Skilliter, Chris Rooney Matt MacPherson, Andrew Smith |

| 6 mai | Saint-Louis | 1-5 (0-2, 0-1, 1-2) | Minnesota | Enterprise Center 18 096 spectateurs |

| Feuille de match | Feuille de match                      | Feuille de match        | Feuille de match | Feuille de match                                                |
| ---------------- | ------------------------------------- | ----------------------- | --- | --------------------------------------------------------------- |
|                  | O'Reilly (Parayko) — 42 min 17 s (SN) | 0-1 0-2 0-3 0-4 1-4 1-5 | Greenway (Eriksson Ek, Foligno) — 39 s Kaprizov (Hartman) — 2 min 18 s Zuccarello Aasen (Kaprizov, Spurgeon) — 27 min 44 s Eriksson Ek (Foligno) — 40 min 22 s Brodin (Hartman) — 52 min 31 s (CV) | Arbitrage : Garrett Rank, Wes McCauley Steve Barton, Ryan Daisy |
| Husso            | Gardiens                              | Fleury                  | | Arbitrage : Garrett Rank, Wes McCauley Steve Barton, Ryan Daisy |
| 8 min            | Pénalités                             | 6 min                   | | Arbitrage : Garrett Rank, Wes McCauley Steve Barton, Ryan Daisy |
| 30               | Tirs                                  | 33                      | | Arbitrage : Garrett Rank, Wes McCauley Steve Barton, Ryan Daisy |

| 8 mai | Saint-Louis | 5-2 (1-1, 2-0, 2-1) | Minnesota | Enterprise Center 18 096 spectateurs |

| Feuille de match | Feuille de match | Feuille de match            | Feuille de match                                                                 | Feuille de match                                                        |
| ---------------- | --- | --------------------------- | -------------------------------------------------------------------------------- | ----------------------------------------------------------------------- |
|                  | Kyrou (Boutchnevitch, Parayko) — 4 min 19 s Perron (O'Reilly, Perunovich) — 30 min 30 s Kyrou (O'Reilly) — 31 min 24 s Perron — 58 min 2 s (CV) O'Reilly (Perron, Faulk) — 59 min (SN) | 1-0 1-1 2-1 3-1 3-2 4-2 5-2 | Kaprizov (Spurgeon, Hartman) — 14 min 6 s Boldy (Middleton, Fiala) — 42 min 39 s | Arbitrage : Gord Dwyer, Francois StLaurent Mark Shewchyk, Ryan Galloway |
| Binnington       | Gardiens | Fleury                      |                                                                                  | Arbitrage : Gord Dwyer, Francois StLaurent Mark Shewchyk, Ryan Galloway |
| 10 min           | Pénalités | 10 min                      |                                                                                  | Arbitrage : Gord Dwyer, Francois StLaurent Mark Shewchyk, Ryan Galloway |
| 34               | Tirs | 30                          |                                                                                  | Arbitrage : Gord Dwyer, Francois StLaurent Mark Shewchyk, Ryan Galloway |

| 10 mai | Minnesota | 2-5 (2-1, 0-1, 0-3) | Saint-Louis | Xcel Energy Center 19 197 spectateurs |

| Feuille de match | Feuille de match                                                                                   | Feuille de match            | Feuille de match | Feuille de match                                                    |
| ---------------- | -------------------------------------------------------------------------------------------------- | --------------------------- | --- | ------------------------------------------------------------------- |
|                  | Kaprizov (Spurgeon, Fiala) — 13 min 15 s (SN) Kaprizov (Fiala, Zuccarello Aasen) — 17 min 7 s (SN) | 0-1 1-1 2-1 2-2 2-3 2-4 2-5 | O'Reilly (Schenn, Perunovich) — 4 min 53 s (SN) Saad (Kyrou, Thomas) — 35 min 28 s Tarassenko (Boutchnevitch, Faulk) — 41 min 3 s Tarassenko (Barbachiov, Faulk) — 42 min 31 s Tarassenko (Boutchnevitch) — 58 min 27 s (CV) | Arbitrage : Dan O'Rourke, Brian Pochmara Bevan Mills, Bryan Pancich |
| Fleury           | Gardiens                                                                                           | Binnington                  | | Arbitrage : Dan O'Rourke, Brian Pochmara Bevan Mills, Bryan Pancich |
| 4 min            | Pénalités                                                                                          | 4 min                       | | Arbitrage : Dan O'Rourke, Brian Pochmara Bevan Mills, Bryan Pancich |
| 32               | Tirs                                                                                               | 32                          | | Arbitrage : Dan O'Rourke, Brian Pochmara Bevan Mills, Bryan Pancich |

| 12 mai | Saint-Louis | 5-1 (1-0, 3-0, 1-1) | Minnesota | Enterprise Center 18 096 spectateurs |

| Feuille de match | Feuille de match | Feuille de match        | Feuille de match                        | Feuille de match                                                    |
| ---------------- | --- | ----------------------- | --------------------------------------- | ------------------------------------------------------------------- |
|                  | Leddy (Parayko) — 14 min 59 s O'Reilly (Schenn, Perron) — 29 min 26 s (SN) Bozak (Toroptchenko, Saad) — 33 min 25 s Tarassenko (Perron, Perunovich) — 38 min 36 s (SN) Parayko — 58 min 19 s (CV) | 1-0 2-0 3-0 4-0 4-1 5-1 | Dumba (Merrill, Koulikov) — 46 min 25 s | Arbitrage : Steve Kozari, Kyle Rehman Derek Nansen, David Brisebois |
| Binnington       | Gardiens | Talbot                  |                                         | Arbitrage : Steve Kozari, Kyle Rehman Derek Nansen, David Brisebois |
| 10 min           | Pénalités | 12 min                  |                                         | Arbitrage : Steve Kozari, Kyle Rehman Derek Nansen, David Brisebois |
| 27               | Tirs | 26                      |                                         | Arbitrage : Steve Kozari, Kyle Rehman Derek Nansen, David Brisebois |

#### Calgary contre Dallas
| 3 mai | Calgary | 1-0 (1-0, 0-0, 0-0) | Dallas | Scotiabank Saddledome 19 289 spectateurs |

| Feuille de match | Feuille de match                              | Feuille de match | Feuille de match | Feuille de match                                                     |
| ---------------- | --------------------------------------------- | ---------------- | ---------------- | -------------------------------------------------------------------- |
|                  | Lindholm (Tkachuk, Gaudreau) — 5 min 1 s (SN) | 1-0              |                  | Arbitrage : Wes McCauley, Garrett Rank Derek Nansen, David Brisebois |
| Markström        | Gardiens                                      | Oettinger        |                  | Arbitrage : Wes McCauley, Garrett Rank Derek Nansen, David Brisebois |
| 30 min           | Pénalités                                     | 30 min           |                  | Arbitrage : Wes McCauley, Garrett Rank Derek Nansen, David Brisebois |
| 26               | Tirs                                          | 16               |                  | Arbitrage : Wes McCauley, Garrett Rank Derek Nansen, David Brisebois |

| 5 mai | Calgary | 0-2 (0-1, 0-0, 0-1) | Dallas | Scotiabank Saddledome 19 289 spectateurs |

| Feuille de match | Feuille de match | Feuille de match | Feuille de match                                                              | Feuille de match                                               |
| ---------------- | ---------------- | ---------------- | ----------------------------------------------------------------------------- | -------------------------------------------------------------- |
|                  |                  | 0-1 0-2          | Pavelski (Robertson) — 7 min 47 s Raffl (Seguin, Hakanpää) — 58 min 51 s (CV) | Arbitrage : Trevor Hanson, Jean Hebert Devin Berg, Trent Knorr |
| Markström        | Gardiens         | Oettinger        |                                                                               | Arbitrage : Trevor Hanson, Jean Hebert Devin Berg, Trent Knorr |
| 12 min           | Pénalités        | 14 min           |                                                                               | Arbitrage : Trevor Hanson, Jean Hebert Devin Berg, Trent Knorr |
| 29               | Tirs             | 23               |                                                                               | Arbitrage : Trevor Hanson, Jean Hebert Devin Berg, Trent Knorr |

| 7 mai | Dallas | 4-2 (1-1, 1-1, 2-0) | Calgary | American Airlines Center 18 532 spectateurs |

| Feuille de match | Feuille de match | Feuille de match        | Feuille de match                                                                | Feuille de match                                                        |
| ---------------- | --- | ----------------------- | ------------------------------------------------------------------------------- | ----------------------------------------------------------------------- |
|                  | Faksa (Lindell, Heiskanen) — 8 min 21 s Pavelski (Heiskanen, Suter) — 31 min 41 s Pavelski (Namestnikov, Klingberg) — 50 min 5 s (SN) Hintz (Hakanpää) — 59 min 59 s (CV) | 1-0 1-1 1-2 2-2 3-2 4-2 | Lewis (Lucic, Zadorov) — 13 min 45 s Lindholm (Gaudreau, Tkachuk) — 23 min 40 s | Arbitrage : Jon McIsaac, Eric Furlatt Brandon Gawryletz, Kiel Murchison |
| Oettinger        | Gardiens | Markström               |                                                                                 | Arbitrage : Jon McIsaac, Eric Furlatt Brandon Gawryletz, Kiel Murchison |
| 19 min           | Pénalités | 19 min                  |                                                                                 | Arbitrage : Jon McIsaac, Eric Furlatt Brandon Gawryletz, Kiel Murchison |
| 32               | Tirs | 41                      |                                                                                 | Arbitrage : Jon McIsaac, Eric Furlatt Brandon Gawryletz, Kiel Murchison |

| 9 mai | Dallas | 1-4 (0-0, 0-1, 1-3) | Calgary | American Airlines Center 18 532 spectateurs |

| Feuille de match | Feuille de match                           | Feuille de match    | Feuille de match | Feuille de match                                                             |
| ---------------- | ------------------------------------------ | ------------------- | --- | ---------------------------------------------------------------------------- |
|                  | Seguin (Pavelski, Hintz) — 55 min 3 s (SN) | 0-1 0-2 0-3 1-3 1-4 | Andersson (Tkachuk, Toffoli) — 30 min 3 s (SN) Gaudreau — 47 min 47 s Lindholm (Gaudreau, Hanifin) — 51 min 53 s Backlund (Järnkrok, Lewis) — 59 min 38 s (CV) | Arbitrage : Chris Rooney, Graham Skilliter Brandon Gawryletz, Kiel Murchison |
| Oettinger        | Gardiens                                   | Markström           | | Arbitrage : Chris Rooney, Graham Skilliter Brandon Gawryletz, Kiel Murchison |
| 12 min           | Pénalités                                  | 14 min              | | Arbitrage : Chris Rooney, Graham Skilliter Brandon Gawryletz, Kiel Murchison |
| 35               | Tirs                                       | 54                  | | Arbitrage : Chris Rooney, Graham Skilliter Brandon Gawryletz, Kiel Murchison |

| 11 mai | Calgary | 3-1 (0-0, 0-1, 3-0) | Dallas | Scotiabank Saddledome 19 289 spectateurs |

| Feuille de match | Feuille de match | Feuille de match | Feuille de match                        | Feuille de match                                                      |
| ---------------- | --- | ---------------- | --------------------------------------- | --------------------------------------------------------------------- |
|                  | Backlund (Mangiapane, Coleman) — 46 min 49 s Mangiapane (Backlund, Zadorov) — 50 min 38 s Lewis (Gaudreau, Lindholm) — 59 min 2 s (CV) | 0-1 1-1 2-1 3-1  | Robertson (Benn, Lindell) — 33 min 21 s | Arbitrage : TJ Luxmore, Kevin Pollock Shandor Alphonso, Scott Cherrey |
| Markström        | Gardiens | Oettinger        |                                         | Arbitrage : TJ Luxmore, Kevin Pollock Shandor Alphonso, Scott Cherrey |
| 6 min            | Pénalités | 4 min            |                                         | Arbitrage : TJ Luxmore, Kevin Pollock Shandor Alphonso, Scott Cherrey |
| 32               | Tirs | 21               |                                         | Arbitrage : TJ Luxmore, Kevin Pollock Shandor Alphonso, Scott Cherrey |

| 13 mai | Dallas | 4-2 (1-0, 2-2, 1-0) | Calgary | American Airlines Center 18 532 spectateurs |

| Feuille de match | Feuille de match | Feuille de match        | Feuille de match                                                                 | Feuille de match                                                    |
| ---------------- | --- | ----------------------- | -------------------------------------------------------------------------------- | ------------------------------------------------------------------- |
|                  | Hintz (Pavelski, Robertson) — 14 min 52 s Raffl (Kiviranta) — 26 min 4 s Heiskanen (Faksa, Suter) — 37 min 32 s Seguin (Hintz, Raffl) — 59 min 18 s | 1-0 2-0 2-1 2-2 3-2 4-2 | Stone (Gaudreau, Tkachuk) — 28 min 9 s Backlund (Stone, Andersson) — 31 min 59 s | Arbitrage : Dan O'Rourke, Brian Pochmara Bevan Mills, Bryan Pancich |
| Oettinger        | Gardiens | Markström               |                                                                                  | Arbitrage : Dan O'Rourke, Brian Pochmara Bevan Mills, Bryan Pancich |
| 16 min           | Pénalités | 28 min                  |                                                                                  | Arbitrage : Dan O'Rourke, Brian Pochmara Bevan Mills, Bryan Pancich |
| 40               | Tirs | 38                      |                                                                                  | Arbitrage : Dan O'Rourke, Brian Pochmara Bevan Mills, Bryan Pancich |

| 15 mai | Calgary | 3-2 (pr) (0-1, 2-1, 0-0, 1-0) | Dallas | Scotiabank Saddledome 19 289 spectateurs |

| Feuille de match | Feuille de match | Feuille de match    | Feuille de match                                                            | Feuille de match                                                        |
| ---------------- | --- | ------------------- | --------------------------------------------------------------------------- | ----------------------------------------------------------------------- |
|                  | Toffoli (Kylington, Stone) — 21 min 46 s Tkachuk (Gaudreau, Markström) — 28 min 44 s Gaudreau (Lindholm, Tkachuk) — 75 min 9 s | 0-1 1-1 1-2 2-2 3-2 | Benn (Seguin, Suter) — 40 s Namestnikov (Pavelski, Robertson) — 22 min 17 s | Arbitrage : Dan O'Rourke, Francois StLaurent Kiel Murchison, Ryan Daisy |
| Markström        | Gardiens | Oettinger           |                                                                             | Arbitrage : Dan O'Rourke, Francois StLaurent Kiel Murchison, Ryan Daisy |
| 2 min            | Pénalités | 6 min               |                                                                             | Arbitrage : Dan O'Rourke, Francois StLaurent Kiel Murchison, Ryan Daisy |
| 67               | Tirs | 28                  |                                                                             | Arbitrage : Dan O'Rourke, Francois StLaurent Kiel Murchison, Ryan Daisy |

#### Edmonton contre Los Angeles
| 2 mai | Edmonton | 3-4 (1-2, 2-1, 0-1) | Los Angeles | Rogers Place 18 347 spectateurs |

| Feuille de match | Feuille de match | Feuille de match            | Feuille de match | Feuille de match                                              |
| ---------------- | --- | --------------------------- | --- | ------------------------------------------------------------- |
|                  | McDavid (Nurse) — 19 min 17 s Yamamoto (Keith, Bouchard) — 22 min 39 s (SN) Draisaitl (McDavid, Yamamoto) — 29 min 56 s (SN) | 0-1 0-2 1-2 2-2 2-3 3-3 3-4 | Moore (Iafallo, Danault) — 11 min Iafallo (Moore, Edler) — 16 min 48 s Lemieux (Kempe) — 23 min 50 s Danault (Durzi, Moore) — 54 min 46 s | Arbitrage : Kyle Rehman, Steve Kozari Devin Berg, Trent Knorr |
| Smith            | Gardiens | Quick                       | | Arbitrage : Kyle Rehman, Steve Kozari Devin Berg, Trent Knorr |
| 10 min           | Pénalités | 10 min                      | | Arbitrage : Kyle Rehman, Steve Kozari Devin Berg, Trent Knorr |
| 39               | Tirs | 35                          | | Arbitrage : Kyle Rehman, Steve Kozari Devin Berg, Trent Knorr |

| 4 mai | Edmonton | 6-0 (0-0, 3-0, 3-0) | Los Angeles | Rogers Place 18 347 spectateurs |

| Feuille de match | Feuille de match | Feuille de match        | Feuille de match | Feuille de match                                                           |
| ---------------- | --- | ----------------------- | ---------------- | -------------------------------------------------------------------------- |
|                  | Draisaitl (Barrie, Nugent-Hopkins) — 21 min 22 s (SN) Nurse (McDavid) — 26 min 3 s (IN) McLeod (Bouchard, Kassian) — 36 min 5 s Kane — 43 min 2 s Puljujärvi (McDavid, Kane) — 43 min 23 s Kane (Bouchard, McLeod) — 51 min 55 s (SN) | 1-0 2-0 3-0 4-0 5-0 6-0 |                  | Arbitrage : Kelly Sutherland, Jake Brenk Kiel Murchison, Brandon Gawryletz |
| Smith            | Gardiens | Quick                   |                  | Arbitrage : Kelly Sutherland, Jake Brenk Kiel Murchison, Brandon Gawryletz |
| 10 min           | Pénalités | 10 min                  |                  | Arbitrage : Kelly Sutherland, Jake Brenk Kiel Murchison, Brandon Gawryletz |
| 36               | Tirs | 30                      |                  | Arbitrage : Kelly Sutherland, Jake Brenk Kiel Murchison, Brandon Gawryletz |

| 6 mai | Los Angeles | 2-8 (0-2, 2-3, 0-3) | Edmonton | Crypto.com Arena 18 230 spectateurs |

| Feuille de match                           | Feuille de match                                                 | Feuille de match                        | Feuille de match | Feuille de match                                                      |
| ------------------------------------------ | ---------------------------------------------------------------- | --------------------------------------- | --- | --------------------------------------------------------------------- |
|                                            | Kopitar — 30 min 7 s Danault (Kempe, Kopitar) — 37 min 29 s (SN) | 0-1 0-2 0-3 0-4 0-5 1-5 2-5 2-6 2-7 2-8 | Draisaitl (McDavid, Bouchard) — 3 min 50 s Hyman (McDavid, Barrie) — 6 min 7 s (SN) Kane (Ceci) — 26 min 27 s Hyman (Draisaitl) — 27 min 42 s Kane (Ceci, Puljujärvi) — 29 min 51 s Nugent-Hopkins (Hyman, Bouchard) — 54 min 19 s Nugent-Hopkins (Archibald, Ryan) — 55 min 40 s Kane (Nugent-Hopkins, Ceci) — 59 min 40 s | Arbitrage : Chris Rooney, Graham Skilliter Bevan Mills, Bryan Pancich |
| Quick (27 min 40 s) Petersen (32 min 14 s) | Gardiens                                                         | Smith                                   | | Arbitrage : Chris Rooney, Graham Skilliter Bevan Mills, Bryan Pancich |
| 20 min                                     | Pénalités                                                        | 12 min                                  | | Arbitrage : Chris Rooney, Graham Skilliter Bevan Mills, Bryan Pancich |
| 46                                         | Tirs                                                             | 37                                      | | Arbitrage : Chris Rooney, Graham Skilliter Bevan Mills, Bryan Pancich |

| 8 mai | Los Angeles | 4-0 (2-0, 0-0, 2-0) | Edmonton | Crypto.com Arena 18 230 spectateurs |

| Feuille de match | Feuille de match | Feuille de match | Feuille de match | Feuille de match                                                  |
| ---------------- | --- | ---------------- | ---------------- | ----------------------------------------------------------------- |
|                  | Moore (Danault, Grundström) — 8 min 3 s Stecher (Iafallo, Lizotte) — 14 min 3 s Grundström (Moore) — 55 min 6 s Grundström (Brown, Stecher) — 58 min 29 s | 1-0 2-0 3-0 4-0  |                  | Arbitrage : Trevor Hanson, Jean Hebert Bevan Mills, Bryan Pancich |
| Quick            | Gardiens | Smith            |                  | Arbitrage : Trevor Hanson, Jean Hebert Bevan Mills, Bryan Pancich |
| 42 min           | Pénalités | 42 min           |                  | Arbitrage : Trevor Hanson, Jean Hebert Bevan Mills, Bryan Pancich |
| 46               | Tirs | 31               |                  | Arbitrage : Trevor Hanson, Jean Hebert Bevan Mills, Bryan Pancich |

| 10 mai | Edmonton | 4-5 (pr) (0-1, 1-2, 3-1, 0-1) | Los Angeles | Rogers Place 18 347 spectateurs |

| Feuille de match | Feuille de match | Feuille de match                    | Feuille de match | Feuille de match                                                         |
| ---------------- | --- | ----------------------------------- | --- | ------------------------------------------------------------------------ |
|                  | Kassian (McDavid, Kulak) — 22 min 32 s McDavid (Hyman, Draisaitl) — 42 min 50 s (SN) Draisaitl — 52 min 33 s (IN) Draisaitl (McDavid, Nugent-Hopkins) — 55 min 8 s (SN) | 0-1 1-1 1-2 1-3 2-3 2-4 3-4 4-4 4-5 | Stecher (Edler) — 3 min 53 s Kempe (Kopitar, Iafallo) — 29 min 29 s Athanasiou (Brown) — 33 min 34 s Danault (Kempe, Durzi) — 51 min 6 s (SN) Kempe (Stecher) — 61 min 12 s | Arbitrage : Gord Dwyer, Francois StLaurent Scott Cherrey, Libor Suchanek |
| Smith            | Gardiens | Quick                               | | Arbitrage : Gord Dwyer, Francois StLaurent Scott Cherrey, Libor Suchanek |
| 14 min           | Pénalités | 10 min                              | | Arbitrage : Gord Dwyer, Francois StLaurent Scott Cherrey, Libor Suchanek |
| 28               | Tirs | 43                                  | | Arbitrage : Gord Dwyer, Francois StLaurent Scott Cherrey, Libor Suchanek |

| 12 mai | Los Angeles | 2-4 (0-1, 1-1, 1-2) | Edmonton | Crypto.com Arena 18 301 spectateurs |

| Feuille de match | Feuille de match                                                                   | Feuille de match        | Feuille de match | Feuille de match                                                            |
| ---------------- | ---------------------------------------------------------------------------------- | ----------------------- | --- | --------------------------------------------------------------------------- |
|                  | Durzi (Kempe, Kopitar) — 33 min 59 s (SN) Grundström (Roy, Anderson) — 40 min 29 s | 0-1 0-2 1-2 2-2 2-3 2-4 | McDavid (Kane, Ceci) — 1 min 40 s Kane (Kulak, Ceci) — 21 min 50 s Barrie (Draisaitl, McDavid) — 54 min 50 s Kane (McDavid) — 59 min (CV) | Arbitrage : Chris Lee, Frederick L'Ecuyer Kiel Murchison, Brandon Gawryletz |
| Quick            | Gardiens                                                                           | Smith                   | | Arbitrage : Chris Lee, Frederick L'Ecuyer Kiel Murchison, Brandon Gawryletz |
| 2 min            | Pénalités                                                                          | 8 min                   | | Arbitrage : Chris Lee, Frederick L'Ecuyer Kiel Murchison, Brandon Gawryletz |
| 32               | Tirs                                                                               | 37                      | | Arbitrage : Chris Lee, Frederick L'Ecuyer Kiel Murchison, Brandon Gawryletz |

| 14 mai | Edmonton | 2-0 (0-0, 1-0, 1-0) | Los Angeles | Rogers Place 18 347 spectateurs |

| Feuille de match | Feuille de match                                                               | Feuille de match | Feuille de match | Feuille de match                                                       |
| ---------------- | ------------------------------------------------------------------------------ | ---------------- | ---------------- | ---------------------------------------------------------------------- |
|                  | Ceci (McDavid, Draisaitl) — 33 min 15 s McDavid (Yamamoto, Kulak) — 56 min 7 s | 1-0 2-0          |                  | Arbitrage : Chris Rooney, Jean Hebert David Brisebois, Matt MacPherson |
| Smith            | Gardiens                                                                       | Quick            |                  | Arbitrage : Chris Rooney, Jean Hebert David Brisebois, Matt MacPherson |
| 0 min            | Pénalités                                                                      | 2 min            |                  | Arbitrage : Chris Rooney, Jean Hebert David Brisebois, Matt MacPherson |
| 41               | Tirs                                                                           | 29               |                  | Arbitrage : Chris Rooney, Jean Hebert David Brisebois, Matt MacPherson |

### Demi-finales d'association

#### Floride contre Tampa Bay
| 17 mai | Floride | 1-4 (1-0, 0-1, 0-3) | Tampa Bay | FLA Live Arena 19 656 spectateurs |

| Feuille de match | Feuille de match                          | Feuille de match    | Feuille de match | Feuille de match                                                           |
| ---------------- | ----------------------------------------- | ------------------- | --- | -------------------------------------------------------------------------- |
|                  | Duclair (Huberdeau, Montour) — 14 min 1 s | 1-0 1-1 1-2 1-3 1-4 | Perry (Koutcherov) — 36 min 22 s (SN) Bellemare (Perry, Maroon) — 43 min 35 s Koutcherov (Hedman, Stamkos) — 55 min 54 s (SN) Colton (Paul, Sergatchiov) — 57 min 44 s (SN) | Arbitrage : Jon McIsaac, Kelly Sutherland Matt MacPherson, David Brisebois |
| Bobrovski        | Gardiens                                  | Vassilevski         | | Arbitrage : Jon McIsaac, Kelly Sutherland Matt MacPherson, David Brisebois |
| 14 min           | Pénalités                                 | 8 min               | | Arbitrage : Jon McIsaac, Kelly Sutherland Matt MacPherson, David Brisebois |
| 34               | Tirs                                      | 36                  | | Arbitrage : Jon McIsaac, Kelly Sutherland Matt MacPherson, David Brisebois |

| 19 mai | Floride | 1-2 (0-1, 1-0, 0-1) | Tampa Bay | FLA Live Arena 19 716 spectateurs |

| Feuille de match | Feuille de match                            | Feuille de match | Feuille de match                                                                   | Feuille de match                                                       |
| ---------------- | ------------------------------------------- | ---------------- | ---------------------------------------------------------------------------------- | ---------------------------------------------------------------------- |
|                  | Luostarinen (Forsling, Giroux) — 38 min 7 s | 0-1 1-1 1-2      | Perry (Stamkos, Hedman) — 12 min 6 s (SN) Colton (Koutcherov, Palát) — 59 min 56 s | Arbitrage : Jean Hebert, Chris Rooney David Brisebois, Matt MacPherson |
| Bobrovski        | Gardiens                                    | Vassilevski      |                                                                                    | Arbitrage : Jean Hebert, Chris Rooney David Brisebois, Matt MacPherson |
| 6 min            | Pénalités                                   | 8 min            |                                                                                    | Arbitrage : Jean Hebert, Chris Rooney David Brisebois, Matt MacPherson |
| 36               | Tirs                                        | 28               |                                                                                    | Arbitrage : Jean Hebert, Chris Rooney David Brisebois, Matt MacPherson |

| 22 mai | Tampa Bay | 5-1 (1-1, 2-0, 2-0) | Floride | Amalie Arena 19 092 spectateurs |

| Feuille de match | Feuille de match | Feuille de match        | Feuille de match                               | Feuille de match                                                      |
| ---------------- | --- | ----------------------- | ---------------------------------------------- | --------------------------------------------------------------------- |
|                  | Perry (McDonagh, Koutcherov) — 13 min 21 s Černák (Colton, Palát) — 22 min 54 s Stamkos (Koutcherov, Hedman) — 30 min 23 s Koutcherov (Paul) — 56 min 6 s (CV) Stamkos (Koutcherov, Sergatchiov) — 57 min 51 s (CV) | 1-0 1-1 2-1 3-1 4-1 5-1 | Reinhart (Huberdeau, Barkov) — 16 min 7 s (SN) | Arbitrage : Dan O'Rourke, Frederick L'Ecuyer Steve Barton, Ryan Daisy |
| Vassilevski      | Gardiens | Bobrovski               |                                                | Arbitrage : Dan O'Rourke, Frederick L'Ecuyer Steve Barton, Ryan Daisy |
| 6 min            | Pénalités | 4 min                   |                                                | Arbitrage : Dan O'Rourke, Frederick L'Ecuyer Steve Barton, Ryan Daisy |
| 36               | Tirs | 35                      |                                                | Arbitrage : Dan O'Rourke, Frederick L'Ecuyer Steve Barton, Ryan Daisy |

| 23 mai | Tampa Bay | 2-0 (0-0, 0-0, 2-0) | Floride | Amalie Arena 19 092 spectateurs |

| Feuille de match | Feuille de match                                              | Feuille de match | Feuille de match | Feuille de match                                                 |
| ---------------- | ------------------------------------------------------------- | ---------------- | ---------------- | ---------------------------------------------------------------- |
|                  | Maroon (Bogosian) — 46 min 16 s Palát (Cirelli) — 59 min 37 s | 1-0 2-0          |                  | Arbitrage : Chris Lee, Steve Kozari Bryan Pancich, Scott Cherrey |
| Vassilevski      | Gardiens                                                      | Bobrovski        |                  | Arbitrage : Chris Lee, Steve Kozari Bryan Pancich, Scott Cherrey |
| 6 min            | Pénalités                                                     | 8 min            |                  | Arbitrage : Chris Lee, Steve Kozari Bryan Pancich, Scott Cherrey |
| 26               | Tirs                                                          | 49               |                  | Arbitrage : Chris Lee, Steve Kozari Bryan Pancich, Scott Cherrey |

#### Caroline contre New York
| 18 mai | Caroline | 2-1 (pr) (0-1, 0-0, 1-0, 1-0) | New York | PNC Arena 18 705 spectateurs |

| Feuille de match | Feuille de match                                                              | Feuille de match | Feuille de match                | Feuille de match                                                           |
| ---------------- | ----------------------------------------------------------------------------- | ---------------- | ------------------------------- | -------------------------------------------------------------------------- |
|                  | Aho (Jarvis, Teravainen) — 57 min 37 s Cole (Smith, Kotkaniemi) — 63 min 12 s | 0-1 1-1 2-1      | Chytil (Lafrenière) — 7 min 7 s | Arbitrage : Frederick L'Ecuyer, Dan O'Rourke Mark Shewchyk, Kiel Murchison |
| Raanta           | Gardiens                                                                      | Chestiorkine     |                                 | Arbitrage : Frederick L'Ecuyer, Dan O'Rourke Mark Shewchyk, Kiel Murchison |
| 2 min            | Pénalités                                                                     | 2 min            |                                 | Arbitrage : Frederick L'Ecuyer, Dan O'Rourke Mark Shewchyk, Kiel Murchison |
| 26               | Tirs                                                                          | 28               |                                 | Arbitrage : Frederick L'Ecuyer, Dan O'Rourke Mark Shewchyk, Kiel Murchison |

| 20 mai | Caroline | 2-0 (0-0, 1-0, 1-0) | New York | PNC Arena 19 332 spectateurs |

| Feuille de match | Feuille de match                                                  | Feuille de match | Feuille de match | Feuille de match                                                   |
| ---------------- | ----------------------------------------------------------------- | ---------------- | ---------------- | ------------------------------------------------------------------ |
|                  | Smith (Aho, Teravainen) — 35 min 54 s (IN) Aho — 59 min 58 s (CV) | 1-0 2-0          |                  | Arbitrage : Jon McIsaac, Kelly Sutherland Steve Barton, Ryan Daisy |
| Raanta           | Gardiens                                                          | Chestiorkine     |                  | Arbitrage : Jon McIsaac, Kelly Sutherland Steve Barton, Ryan Daisy |
| 12 min           | Pénalités                                                         | 10 min           |                  | Arbitrage : Jon McIsaac, Kelly Sutherland Steve Barton, Ryan Daisy |
| 22               | Tirs                                                              | 21               |                  | Arbitrage : Jon McIsaac, Kelly Sutherland Steve Barton, Ryan Daisy |

| 22 mai | New York | 3-1 (1-0, 1-1, 1-0) | Caroline | Madison Square Garden 18 006 spectateurs |

| Feuille de match | Feuille de match                                                                                                | Feuille de match | Feuille de match                          | Feuille de match                                                 |
| ---------------- | --- | ---------------- | ----------------------------------------- | ---------------------------------------------------------------- |
|                  | Zibanejad (Panarine, Fox) — 11 min 54 s (SN) Kreider (Zibanejad, Trouba) — 25 min 55 s Motte — 58 min 37 s (CV) | 1-0 2-0 2-1 3-1  | Niederreiter (Staal, Smith) — 28 min 18 s | Arbitrage : Chris Rooney, Jean Hebert Jonny Murray, Ryan Gibbons |
| Chestiorkine     | Gardiens | Raanta           |                                           | Arbitrage : Chris Rooney, Jean Hebert Jonny Murray, Ryan Gibbons |
| 6 min            | Pénalités | 6 min            |                                           | Arbitrage : Chris Rooney, Jean Hebert Jonny Murray, Ryan Gibbons |
| 33               | Tirs | 44               |                                           | Arbitrage : Chris Rooney, Jean Hebert Jonny Murray, Ryan Gibbons |

| 24 mai | New York | 4-1 (2-0, 1-0, 1-1) | Caroline | Madison Square Garden 18 006 spectateurs |

| Feuille de match | Feuille de match | Feuille de match    | Feuille de match               | Feuille de match                                                 |
| ---------------- | --- | ------------------- | ------------------------------ | ---------------------------------------------------------------- |
|                  | Vatrano (Copp, Fox) — 13 min 31 s (SN) Fox (Lindgren, Copp) — 15 min 42 s Zibanejad (Lindgren, Vatrano) — 36 min 48 s Copp (Strome) — 51 min 10 s | 1-0 2-0 3-0 3-1 4-1 | Teravainen (Aho) — 46 min 33 s | Arbitrage : Eric Furlatt, Wes McCauley Devin Berg, Brad Kovachik |
| Chestiorkine     | Gardiens | Raanta              |                                | Arbitrage : Eric Furlatt, Wes McCauley Devin Berg, Brad Kovachik |
| 13 min           | Pénalités | 27 min              |                                | Arbitrage : Eric Furlatt, Wes McCauley Devin Berg, Brad Kovachik |
| 28               | Tirs | 31                  |                                | Arbitrage : Eric Furlatt, Wes McCauley Devin Berg, Brad Kovachik |

| 26 mai | Caroline | 3-1 (1-1, 1-0, 1-0) | New York | PNC Arena 18 786 spectateurs |

| Feuille de match | Feuille de match | Feuille de match | Feuille de match                            | Feuille de match                                                     |
| ---------------- | --- | ---------------- | ------------------------------------------- | -------------------------------------------------------------------- |
|                  | Trocheck (Staal) — 12 min 57 s (IN) Teravainen (Jarvis, DeAngelo) — 29 min 47 s (SN) Svetchnikov (Nečas, Pesce) — 53 min 1 s | 1-0 1-1 2-1 3-1  | Zibanejad (Panarine, Fox) — 17 min 6 s (SN) | Arbitrage : Chris Lee, Steve Kozari David Brisebois, Matt MacPherson |
| Raanta           | Gardiens | Chestiorkine     |                                             | Arbitrage : Chris Lee, Steve Kozari David Brisebois, Matt MacPherson |
| 4 min            | Pénalités | 4 min            |                                             | Arbitrage : Chris Lee, Steve Kozari David Brisebois, Matt MacPherson |
| 34               | Tirs | 17               |                                             | Arbitrage : Chris Lee, Steve Kozari David Brisebois, Matt MacPherson |

| 28 mai | New York | 5-2 (2-0, 2-2, 1-0) | Caroline | Madison Square Garden 18 006 spectateurs |

| Feuille de match | Feuille de match | Feuille de match                              | Feuille de match                                                       | Feuille de match                                                    |
| ---------------- | --- | --------------------------------------------- | ---------------------------------------------------------------------- | ------------------------------------------------------------------- |
|                  | Motte — 7 min 22 s Zibanejad (Fox, Chestiorkine) — 9 min 51 s (SN) Chytil (Fox) — 23 min 24 s Chytil (Lafrenière, Chestiorkine) — 26 min 47 s Panarine (Kreider, Strome) — 47 min 43 s (SN) | 1-0 2-0 3-0 3-1 4-1 4-2 5-2                   | Skjei (Aho, Jarvis) — 25 min 5 s Trocheck (Nečas, Skjei) — 32 min 47 s | Arbitrage : Gord Dwyer, Francois StLaurent Steve Barton, Ryan Daisy |
| Chestiorkine     | Gardiens | Raanta (23 min 24 s) Kotchetkov (36 min 36 s) |                                                                        | Arbitrage : Gord Dwyer, Francois StLaurent Steve Barton, Ryan Daisy |
| 12 min           | Pénalités | 14 min                                        |                                                                        | Arbitrage : Gord Dwyer, Francois StLaurent Steve Barton, Ryan Daisy |
| 25               | Tirs | 39                                            |                                                                        | Arbitrage : Gord Dwyer, Francois StLaurent Steve Barton, Ryan Daisy |

| 30 mai | Caroline | 2-6 (0-2, 0-1, 2-3) | New York | PNC Arena 18 922 spectateurs |

| Feuille de match                            | Feuille de match                                                                       | Feuille de match                | Feuille de match | Feuille de match                                                     |
| ------------------------------------------- | -------------------------------------------------------------------------------------- | ------------------------------- | --- | -------------------------------------------------------------------- |
|                                             | Trocheck (DeAngelo, Aho) — 48 min 11 s (SN) Domi (Martinook, Kotkaniemi) — 56 min 13 s | 0-1 0-2 0-3 0-4 1-4 1-5 2-5 2-6 | Fox (Lafrenière, Copp) — 3 min 40 s (SN) Kreider (Zibanejad, Fox) — 8 min (SN) Strome (Panarine, Miller) — 36 min 19 s Kreider (Vatrano, Zibanejad) — 43 min 59 s Chytil (Kakko) — 48 min 51 s Copp (Zibanejad, Goodrow) — 57 min 8 s (CV) | Arbitrage : Wes McCauley, Chris Rooney Matt MacPherson, Jonny Murray |
| Raanta (35 min 37 s) Kotchetkov(24 min 4 s) | Gardiens                                                                               | Chestiorkine                    | | Arbitrage : Wes McCauley, Chris Rooney Matt MacPherson, Jonny Murray |
| 6 min                                       | Pénalités                                                                              | 8 min                           | | Arbitrage : Wes McCauley, Chris Rooney Matt MacPherson, Jonny Murray |
| 39                                          | Tirs                                                                                   | 31                              | | Arbitrage : Wes McCauley, Chris Rooney Matt MacPherson, Jonny Murray |

#### Colorado contre Saint-Louis
| 17 mai | Colorado | 3-2 (pr) (0-1, 2-0, 0-1, 1-0) | Saint-Louis | Ball Arena 18 105 spectateurs |

| Feuille de match | Feuille de match | Feuille de match    | Feuille de match                                                | Feuille de match                                                 |
| ---------------- | --- | ------------------- | --------------------------------------------------------------- | ---------------------------------------------------------------- |
|                  | Nitchouchkine (MacKinnon, Rantanen) — 23 min 14 s Girard (Manson, Landeskog) — 31 min 32 s Manson (Landeskog, Kadri) — 68 min 2 s | 0-1 1-1 2-1 2-2 3-2 | O'Reilly (Schenn) — 6 min 25 s Kyrou (Faulk) — 56 min 46 s (SN) | Arbitrage : Chris Lee, Steve Kozari Bryan Pancich, Scott Cherrey |
| Kuemper          | Gardiens | Binnington          |                                                                 | Arbitrage : Chris Lee, Steve Kozari Bryan Pancich, Scott Cherrey |
| 2 min            | Pénalités | 6 min               |                                                                 | Arbitrage : Chris Lee, Steve Kozari Bryan Pancich, Scott Cherrey |
| 54               | Tirs | 25                  |                                                                 | Arbitrage : Chris Lee, Steve Kozari Bryan Pancich, Scott Cherrey |

| 19 mai | Colorado | 1-4 (0-0, 0-2, 1-2) | Saint-Louis | Ball Arena 18 117 spectateurs |

| Feuille de match | Feuille de match                                   | Feuille de match    | Feuille de match | Feuille de match                                                    |
| ---------------- | -------------------------------------------------- | ------------------- | --- | ------------------------------------------------------------------- |
|                  | Landeskog (Rantanen, MacKinnon) — 41 min 49 s (SN) | 0-1 0-2 1-2 1-3 1-4 | Kyrou (O'Reilly, Boutchnevitch) — 25 min 45 s Perron (Boutchnevitch, Tarassenko) — 39 min 26 s (SN) Perron — 50 min 31 s Saad (Schenn, Faulk) — 58 min 10 s (CV) | Arbitrage : Gord Dwyer, Francois StLaurent Steve Barton, Ryan Daisy |
| Kuemper          | Gardiens                                           | Binnington          | | Arbitrage : Gord Dwyer, Francois StLaurent Steve Barton, Ryan Daisy |
| 4 min            | Pénalités                                          | 4 min               | | Arbitrage : Gord Dwyer, Francois StLaurent Steve Barton, Ryan Daisy |
| 31               | Tirs                                               | 32                  | | Arbitrage : Gord Dwyer, Francois StLaurent Steve Barton, Ryan Daisy |

| 21 mai | Saint-Louis | 2-5 (1-1, 1-2, 0-2) | Colorado | Enterprise Center 18 096 spectateurs |

| Feuille de match                            | Feuille de match                                                              | Feuille de match            | Feuille de match | Feuille de match                                                    |
| ------------------------------------------- | ----------------------------------------------------------------------------- | --------------------------- | --- | ------------------------------------------------------------------- |
|                                             | Parayko (O'Reilly) — 3 min 55 s O'Reilly (Leddy, Boutchnevitch) — 39 min 30 s | 1-0 1-1 1-2 1-3 2-3 2-4 2-5 | O'Connor (Manson, Helm) — 10 min 57 s Kadri (Makar, Rantanen) — 33 min 38 s Lehkonen (Kadri) — 37 min 15 s Landeskog (MacKinnon, Rantanen) — 57 min 52 s Lehkonen (Nitchouchkine) — 59 min 2 s (CV) | Arbitrage : Eric Furlatt, Wes McCauley Scott Cherrey, Bryan Pancich |
| Binnington (6 min 45 s) Husso (51 min 43 s) | Gardiens                                                                      | Kuemper                     | | Arbitrage : Eric Furlatt, Wes McCauley Scott Cherrey, Bryan Pancich |
| 4 min                                       | Pénalités                                                                     | 6 min                       | | Arbitrage : Eric Furlatt, Wes McCauley Scott Cherrey, Bryan Pancich |
| 31                                          | Tirs                                                                          | 27                          | | Arbitrage : Eric Furlatt, Wes McCauley Scott Cherrey, Bryan Pancich |

| 23 mai | Saint-Louis | 3-6 (1-0, 2-4, 0-2) | Colorado | Enterprise Center 18 096 spectateurs |

| Feuille de match | Feuille de match | Feuille de match                    | Feuille de match | Feuille de match                                                           |
| ---------------- | --- | ----------------------------------- | --- | -------------------------------------------------------------------------- |
|                  | Perron (Boutchnevitch) — 5 min 7 s Perron (Perunovich, Schenn) — 37 min 2 s (SN) Boutchnevitch (Kyrou, Saad) — 39 min 27 s (SN) | 1-0 1-1 1-2 1-3 1-4 2-4 3-4 3-5 3-6 | Johnson (Newhook, Byram) — 22 min 44 s Kadri (Nitchouchkine) — 24 min 7 s Toews — 24 min 26 s Kadri (Byram, Makar) — 27 min 37 s Kadri (Nitchouchkine) — 49 min 38 s Rantanen (Kadri) — 59 min 58 s (CV) | Arbitrage : Kelly Sutherland, Jon McIsaac Matt MacPherson, David Brisebois |
| Husso            | Gardiens | Kuemper                             | | Arbitrage : Kelly Sutherland, Jon McIsaac Matt MacPherson, David Brisebois |
| 6 min            | Pénalités | 8 min                               | | Arbitrage : Kelly Sutherland, Jon McIsaac Matt MacPherson, David Brisebois |
| 20               | Tirs | 37                                  | | Arbitrage : Kelly Sutherland, Jon McIsaac Matt MacPherson, David Brisebois |

| 25 mai | Colorado | 4-5 (pr) (2-0, 1-1, 1-3, 0-1) | Saint-Louis | Ball Arena 18 117 spectateurs |

| Feuille de match | Feuille de match | Feuille de match                    | Feuille de match | Feuille de match                                               |
| ---------------- | --- | ----------------------------------- | --- | -------------------------------------------------------------- |
|                  | MacKinnon (Lehkonen, Byram) — 3 min 51 s MacKinnon (Rantanen, Makar) — 18 min 23 s (SN) Landeskog (Toews, MacKinnon) — 24 min 2 s MacKinnon (Byram) — 57 min 14 s | 1-0 2-0 3-0 3-1 3-2 3-3 4-3 4-4 4-5 | Tarassenko (Leddy, Schenn) — 34 min 42 s Thomas (Boutchnevitch, Leddy) — 49 min 57 s Kyrou (Faulk, Toroptchenko) — 55 min 14 s Thomas (Tarassenko, Boutchnevitch) — 59 min 4 s Bozak (Leddy, Barbachiov) — 63 min 38 s | Arbitrage : Jean Hebert, Chris Rooney Steve Barton, Ryan Daisy |
| Kuemper          | Gardiens | Husso                               | | Arbitrage : Jean Hebert, Chris Rooney Steve Barton, Ryan Daisy |
| 6 min            | Pénalités | 6 min                               | | Arbitrage : Jean Hebert, Chris Rooney Steve Barton, Ryan Daisy |
| 34               | Tirs | 30                                  | | Arbitrage : Jean Hebert, Chris Rooney Steve Barton, Ryan Daisy |

| 27 mai | Saint-Louis | 2-3 (1-0, 1-1, 0-2) | Colorado | Enterprise Center 18 096 spectateurs |

| Feuille de match | Feuille de match                                              | Feuille de match    | Feuille de match | Feuille de match                                                        |
| ---------------- | ------------------------------------------------------------- | ------------------- | --- | ----------------------------------------------------------------------- |
|                  | Faulk (Thomas, Mikkola) — 19 min Kyrou (Schenn) — 29 min 34 s | 1-0 1-1 2-1 2-2 2-3 | Compher (Manson, Burakovsky) — 25 min 19 s Compher (Byram, Toews) — 50 min 18 s (SN) Helm (O'Connor, Johnson) — 59 min 54 s | Arbitrage : Frederick L'Ecuyer, Dan O'Rourke Ryan Gibbons, Jonny Murray |
| Husso            | Gardiens                                                      | Kuemper             | | Arbitrage : Frederick L'Ecuyer, Dan O'Rourke Ryan Gibbons, Jonny Murray |
| 4 min            | Pénalités                                                     | 4 min               | | Arbitrage : Frederick L'Ecuyer, Dan O'Rourke Ryan Gibbons, Jonny Murray |
| 20               | Tirs                                                          | 39                  | | Arbitrage : Frederick L'Ecuyer, Dan O'Rourke Ryan Gibbons, Jonny Murray |

#### Calgary contre Edmonton
| 18 mai | Calgary | 9-6 (3-1, 3-4, 3-1) | Edmonton | Scotiabank Saddledome 19 289 spectateurs |

| Feuille de match | Feuille de match | Feuille de match                                            | Feuille de match | Feuille de match                                                 |
| ---------------- | --- | ----------------------------------------------------------- | --- | ---------------------------------------------------------------- |
|                  | Lindholm (Andersson, Gaudreau) — 26 s Mangiapane (Backlund) — 51 s Ritchie — 6 min 5 s Coleman (Mangiapane, Andersson) — 20 min 45 s Coleman (Hanifin, Lewis) — 26 min 10 s Tkachuk (Gaudreau, Toffoli) — 28 min 24 s (SN) Andersson (Mangiapane, Järnkrok) — 42 min 57 s Tkachuk — 48 min 55 s Tkachuk (Lindholm, Gaudreau) — 57 min 49 s | 1-0 2-0 3-0 3-1 4-1 5-1 5-2 6-2 6-3 6-4 6-5 6-6 7-6 8-6 9-6 | McDavid — 7 min 41 s Bouchard (McDavid, Draisaitl) — 27 min 10 s Hyman (Nugent-Hopkins) — 29 min 38 s Hyman (Nugent-Hopkins, Yamamoto) — 34 min 6 s Draisaitl (McDavid) — 39 min 21 s Yamamoto (McDavid, Draisaitl) — 41 min 28 s | Arbitrage : Eric Furlatt, Wes McCauley Brad Kovachik, Devin Berg |
| Markström        | Gardiens | Smith (6 min 5 s) Koskinen (53 min 7 s)                     | | Arbitrage : Eric Furlatt, Wes McCauley Brad Kovachik, Devin Berg |
| 16 min           | Pénalités | 12 min                                                      | | Arbitrage : Eric Furlatt, Wes McCauley Brad Kovachik, Devin Berg |
| 48               | Tirs | 28                                                          | | Arbitrage : Eric Furlatt, Wes McCauley Brad Kovachik, Devin Berg |

| 20 mai | Calgary | 3-5 (2-1, 1-2, 0-2) | Edmonton | Scotiabank Saddledome 19 289 spectateurs |

| Feuille de match | Feuille de match | Feuille de match                | Feuille de match | Feuille de match                                              |
| ---------------- | --- | ------------------------------- | --- | ------------------------------------------------------------- |
|                  | Stone (Gaudreau, Tkachuk) — 3 min 2 s Ritchie (Gudbranson, Lewis) — 6 min 2 s Toffoli (Lindholm, Gaudreau) — 22 min 4 s (SN) | 1-0 2-0 2-1 3-1 3-2 3-3 3-4 3-5 | Keith (McDavid, Draisaitl) — 13 min 38 s McDavid (Keith, Draisaitl) — 23 min 5 s Bouchard (Keith, Kane) — 35 min 3 s (SN) Hyman (Nugent-Hopkins) — 50 min 14 s (IN) Draisaitl (Smith) — 52 min 36 s | Arbitrage : Chris Lee, Steve Kozari Devin Berg, Brad Kovachik |
| Markström        | Gardiens | Smith                           | | Arbitrage : Chris Lee, Steve Kozari Devin Berg, Brad Kovachik |
| 22 min           | Pénalités | 22 min                          | | Arbitrage : Chris Lee, Steve Kozari Devin Berg, Brad Kovachik |
| 40               | Tirs | 40                              | | Arbitrage : Chris Lee, Steve Kozari Devin Berg, Brad Kovachik |

| 22 mai | Edmonton | 4-1 (0-0, 4-0, 0-1) | Calgary | Rogers Place 18 347 spectateurs |

| Feuille de match                          | Feuille de match | Feuille de match                             | Feuille de match                        | Feuille de match                                                         |
| ----------------------------------------- | --- | -------------------------------------------- | --------------------------------------- | ------------------------------------------------------------------------ |
|                                           | Hyman (Draisaitl, McDavid) — 20 min 52 s Kane (Draisaitl) — 26 min 58 s Kane (McDavid, Draisaitl) — 27 min 51 s Kane (McDavid, Draisaitl) — 32 min 58 s | 1-0 2-0 3-0 4-0 4-1                          | Kylington (Järnkrok, Dubé) — 55 min 9 s | Arbitrage : Francois StLaurent, Gord Dwyer Kiel Murchison, Mark Shewchyk |
| Smith (55 min 45 s) Koskinen (4 min 15 s) | Gardiens | Markström (39 min 53 s) Vladař (19 min 56 s) |                                         | Arbitrage : Francois StLaurent, Gord Dwyer Kiel Murchison, Mark Shewchyk |
| 16 min                                    | Pénalités | 27 min                                       |                                         | Arbitrage : Francois StLaurent, Gord Dwyer Kiel Murchison, Mark Shewchyk |
| 41                                        | Tirs | 33                                           |                                         | Arbitrage : Francois StLaurent, Gord Dwyer Kiel Murchison, Mark Shewchyk |

| 24 mai | Edmonton | 5-3 (3-0, 0-2, 2-1) | Calgary | Rogers Place 18 347 spectateurs |

| Feuille de match | Feuille de match | Feuille de match                | Feuille de match                                                                                          | Feuille de match                                                           |
| ---------------- | --- | ------------------------------- | --- | -------------------------------------------------------------------------- |
|                  | Nugent-Hopkins — 21 s Hyman (McDavid, Draisaitl) — 9 min 53 s (SN) Kane (Draisaitl, Ceci) — 18 min 54 s Nugent-Hopkins (Barrie, Yamamoto) — 56 min 33 s Kane (McDavid, Draisaitl) — 59 min 35 s (CV) | 1-0 2-0 3-0 3-1 3-2 3-3 4-3 5-3 | Lindholm (Hanifin, Toffoli) — 29 min 4 s (SN) Backlund (Tanev) — 29 min 40 s Andersson — 50 min 56 s (IN) | Arbitrage : Dan O'Rourke, Frederick L'Ecuyer Kiel Murchison, Mark Shewchyk |
| Smith            | Gardiens | Markström                       | | Arbitrage : Dan O'Rourke, Frederick L'Ecuyer Kiel Murchison, Mark Shewchyk |
| 6 min            | Pénalités | 8 min                           | | Arbitrage : Dan O'Rourke, Frederick L'Ecuyer Kiel Murchison, Mark Shewchyk |
| 26               | Tirs | 32                              | | Arbitrage : Dan O'Rourke, Frederick L'Ecuyer Kiel Murchison, Mark Shewchyk |

| 26 mai | Calgary | 4-5 (pr) (1-0, 3-4, 0-0, 0-1) | Edmonton | Scotiabank Saddledome 19 289 spectateurs |

| Feuille de match | Feuille de match | Feuille de match                    | Feuille de match | Feuille de match                                                    |
| ---------------- | --- | ----------------------------------- | --- | ------------------------------------------------------------------- |
|                  | Mangiapane (Coleman, Backlund) — 10 min 13 s Backlund (Stone, Coleman) — 25 min 41 s Gaudreau (Kylington) — 35 min 12 s Järnkrok (Zadorov) — 35 min 28 s | 1-0 2-0 2-1 2-2 2-3 3-3 4-3 4-4 4-5 | Nurse (Draisaitl, Hyman) — 27 min 40 s Puljujärvi (Hyman) — 29 min 56 s Hyman (Nugent-Hopkins, Draisaitl) — 34 min 57 s (SN) Bouchard (Draisaitl, Keith) — 36 min 8 s McDavid (Draisaitl) — 65 min 3 s | Arbitrage : Eric Furlatt, Wes McCauley Scott Cherrey, Bryan Pancich |
| Markström        | Gardiens | Smith                               | | Arbitrage : Eric Furlatt, Wes McCauley Scott Cherrey, Bryan Pancich |
| 2 min            | Pénalités | 4 min                               | | Arbitrage : Eric Furlatt, Wes McCauley Scott Cherrey, Bryan Pancich |
| 36               | Tirs | 35                                  | | Arbitrage : Eric Furlatt, Wes McCauley Scott Cherrey, Bryan Pancich |

### Finales d'association

#### New York contre Tampa Bay
| 1er juin | New York | 6-2 (1-1, 3-1, 2-0) | Tampa Bay | Madison Square Garden 18 006 spectateurs |

| Feuille de match | Feuille de match | Feuille de match                | Feuille de match                                                             | Feuille de match                                                       |
| ---------------- | --- | ------------------------------- | ---------------------------------------------------------------------------- | ---------------------------------------------------------------------- |
|                  | Kreider (Zibanejad, Vatrano) — 1 min 11 s Vatrano (Fox) — 27 min 50 s Chytil (Kakko, Lafrenière) — 30 min 9 s Chytil (Miller, Lafrenière) — 35 min 43 s Panarine (Copp, Trouba) — 40 min 30 s Zibanejad (Panarine, Fox) — 46 min 6 s (SN) | 1-0 1-1 2-1 2-2 3-2 4-2 5-2 6-2 | Stamkos (Rutta, Cirelli) — 7 min 18 s Palát (Cirelli, Stamkos) — 28 min 32 s | Arbitrage : Eric Furlatt, Wes McCauley Kiel Murchison, Matt MacPherson |
| Chestiorkine     | Gardiens | Vassilevski                     |                                                                              | Arbitrage : Eric Furlatt, Wes McCauley Kiel Murchison, Matt MacPherson |
| 16 min           | Pénalités | 14 min                          |                                                                              | Arbitrage : Eric Furlatt, Wes McCauley Kiel Murchison, Matt MacPherson |
| 34               | Tirs | 39                              |                                                                              | Arbitrage : Eric Furlatt, Wes McCauley Kiel Murchison, Matt MacPherson |

| 3 juin | New York | 3-2 (2-1, 0-0, 1-1) | Tampa Bay | Madison Square Garden 18 006 spectateurs |

| Feuille de match | Feuille de match                                                                                                | Feuille de match    | Feuille de match                                                                      | Feuille de match                                                  |
| ---------------- | --- | ------------------- | ------------------------------------------------------------------------------------- | ----------------------------------------------------------------- |
|                  | Miller (Vatrano, Kreider) — 5 min 59 s Kakko (Fox, Chytil) — 17 min 32 s Zibanejad (Fox, Kreider) — 41 min 21 s | 0-1 1-1 2-1 3-1 3-2 | Koutcherov (Hedman, Cirelli) — 2 min 41 s (SN) Paul (Perry, Koutcherov) — 57 min 58 s | Arbitrage : Jean Hebert, Chris Rooney Ryan Gibbons, Brad Kovachik |
| Chestiorkine     | Gardiens | Vassilevski         |                                                                                       | Arbitrage : Jean Hebert, Chris Rooney Ryan Gibbons, Brad Kovachik |
| 2 min            | Pénalités | 8 min               |                                                                                       | Arbitrage : Jean Hebert, Chris Rooney Ryan Gibbons, Brad Kovachik |
| 28               | Tirs | 31                  |                                                                                       | Arbitrage : Jean Hebert, Chris Rooney Ryan Gibbons, Brad Kovachik |

| 5 juin | Tampa Bay | 3-2 (0-0, 1-2, 2-0) | New York | Amalie Arena 19 092 spectateurs |

| Feuille de match | Feuille de match | Feuille de match    | Feuille de match                                                                              | Feuille de match                                                   |
| ---------------- | --- | ------------------- | --------------------------------------------------------------------------------------------- | ------------------------------------------------------------------ |
|                  | Koutcherov (Hedman, Stamkos) — 30 min 50 s (SN) Stamkos (Perry, Koutcherov) — 41 min 22 s (SN) Palát (Koutcherov, Hedman) — 59 min 18 s | 0-1 0-2 1-2 2-2 3-2 | Zibanejad (Fox, Panarine) — 27 min 37 s (SN) Kreider (Zibanejad, Panarine) — 29 min 44 s (SN) | Arbitrage : Kelly Sutherland, Gord Dwyer Brad Kovachik, Devin Berg |
| Vassilevski      | Gardiens | Chestiorkine        |                                                                                               | Arbitrage : Kelly Sutherland, Gord Dwyer Brad Kovachik, Devin Berg |
| 12 min           | Pénalités | 12 min              |                                                                                               | Arbitrage : Kelly Sutherland, Gord Dwyer Brad Kovachik, Devin Berg |
| 52               | Tirs | 30                  |                                                                                               | Arbitrage : Kelly Sutherland, Gord Dwyer Brad Kovachik, Devin Berg |

| 7 juin | Tampa Bay | 4-1 (1-0, 1-0, 2-1) | New York | Amalie Arena 19 092 spectateurs |

| Feuille de match | Feuille de match | Feuille de match    | Feuille de match                               | Feuille de match                                                      |
| ---------------- | --- | ------------------- | ---------------------------------------------- | --------------------------------------------------------------------- |
|                  | Maroon (Bogosian, Bellemare) — 2 min 38 s Koutcherov (Palát, Rutta) — 33 min 7 s Stamkos (Palát, Rutta) — 44 min 56 s Palát — 59 min 51 s (CV) | 1-0 2-0 3-0 3-1 4-1 | Panarine (Vatrano, Kreider) — 56 min 27 s (SN) | Arbitrage : Dan O'Rourke, Frederick L'Ecuyer Steve Barton, Ryan Daisy |
| Vassilevski      | Gardiens | Chestiorkine        |                                                | Arbitrage : Dan O'Rourke, Frederick L'Ecuyer Steve Barton, Ryan Daisy |
| 11 min           | Pénalités | 13 min              |                                                | Arbitrage : Dan O'Rourke, Frederick L'Ecuyer Steve Barton, Ryan Daisy |
| 31               | Tirs | 35                  |                                                | Arbitrage : Dan O'Rourke, Frederick L'Ecuyer Steve Barton, Ryan Daisy |

| 9 juin | New York | 1-3 (0-0, 1-1, 0-2) | Tampa Bay | Madison Square Garden 18 006 spectateurs |

| Feuille de match | Feuille de match       | Feuille de match | Feuille de match                                                                                         | Feuille de match                                                 |
| ---------------- | ---------------------- | ---------------- | --- | ---------------------------------------------------------------- |
|                  | Lindgren — 30 min 29 s | 1-0 1-1 1-2 1-3  | Sergatchiov — 37 min 34 s Palát (Sergatchiov, Hedman) — 58 min 10 s Hagel (Koutcherov) — 59 min 1 s (CV) | Arbitrage : Wes McCauley, Eric Furlatt Brad Kovachik, Devin Berg |
| Chestiorkine     | Gardiens               | Vassilevski      | | Arbitrage : Wes McCauley, Eric Furlatt Brad Kovachik, Devin Berg |
| 13 min           | Pénalités              | 9 min            | | Arbitrage : Wes McCauley, Eric Furlatt Brad Kovachik, Devin Berg |
| 25               | Tirs                   | 27               | | Arbitrage : Wes McCauley, Eric Furlatt Brad Kovachik, Devin Berg |

| 11 juin | Tampa Bay | 2-1 (0-0, 1-0, 1-1) | New York | Amalie Arena 19 092 spectateurs |

| Feuille de match | Feuille de match                                                                     | Feuille de match | Feuille de match                 | Feuille de match                                                 |
| ---------------- | ------------------------------------------------------------------------------------ | ---------------- | -------------------------------- | ---------------------------------------------------------------- |
|                  | Stamkos (Palát, Sergatchiov) — 30 min 43 s Stamkos (Koutcherov, Palát) — 53 min 28 s | 1-0 1-1 2-1      | Vatrano (Copp) — 53 min 7 s (SN) | Arbitrage : Chris Rooney, Jean Hebert Ryan Gibbons, Jonny Murray |
| Vassilevski      | Gardiens                                                                             | Chestiorkine     |                                  | Arbitrage : Chris Rooney, Jean Hebert Ryan Gibbons, Jonny Murray |
| 6 min            | Pénalités                                                                            | 4 min            |                                  | Arbitrage : Chris Rooney, Jean Hebert Ryan Gibbons, Jonny Murray |
| 31               | Tirs                                                                                 | 21               |                                  | Arbitrage : Chris Rooney, Jean Hebert Ryan Gibbons, Jonny Murray |

#### Colorado contre Edmonton
| 30 mai | Colorado | 8-6 (3-2, 4-2, 1-2) | Edmonton | Ball Arena 18 044 spectateurs |

| Feuille de match                             | Feuille de match | Feuille de match                                        | Feuille de match | Feuille de match                                                   |
| -------------------------------------------- | --- | ------------------------------------------------------- | --- | ------------------------------------------------------------------ |
|                                              | Compher (Newhook, Burakovsky) — 5 min 40 s MacKinnon (Toews, Makar) — 15 min 10 s Makar — 19 min 46 s Kadri (Landeskog, Rantanen) — 20 min 32 s (SN) Rantanen (MacKinnon, Lehkonen) — 24 min 38 s Compher (Makar, Toews) — 26 min 20 s Cogliano (O'Connor) — 36 min 20 s Landeskog — 59 min 38 s (CV) | 0-1 1-1 2-1 2-2 3-2 4-2 4-3 5-3 6-3 7-3 7-4 7-5 7-6 8-6 | Kane (Nugent-Hopkins, Yamamoto) — 5 min 4 s Hyman (Kulak, McDavid) — 19 min 37 s McLeod (Foegele, Nurse) — 22 min 59 s McDavid (Draisaitl, Kane) — 36 min 51 s Ryan (Kassian, Bouchard) — 43 min 28 s Nugent-Hopkins (Draisaitl, McDavid) — 52 min 36 s (SN) | Arbitrage : Gord Dwyer, Kelly Sutherland Brad Kovachik, Devin Berg |
| Kuemper (27 min 19 s) Francouz (32 min 41 s) | Gardiens | Smith (26 min 20 s) Koskinen (32 min 7 s)               | | Arbitrage : Gord Dwyer, Kelly Sutherland Brad Kovachik, Devin Berg |
| 4 min                                        | Pénalités | 4 min                                                   | | Arbitrage : Gord Dwyer, Kelly Sutherland Brad Kovachik, Devin Berg |
| 47                                           | Tirs | 37                                                      | | Arbitrage : Gord Dwyer, Kelly Sutherland Brad Kovachik, Devin Berg |

| 2 juin | Colorado | 4-0 (0-0, 3-0, 1-0) | Edmonton | Ball Arena 18 107 spectateurs |

| Feuille de match | Feuille de match | Feuille de match | Feuille de match | Feuille de match                                                      |
| ---------------- | --- | ---------------- | ---------------- | --------------------------------------------------------------------- |
|                  | Lehkonen (Kadri, Rantanen) — 23 min 58 s Manson (Kadri, Lehkonen) — 24 min 13 s Rantanen (Kadri, Landeskog) — 26 min 2 s MacKinnon (Makar) — 55 min 20 s (SN) | 1-0 2-0 3-0 4-0  |                  | Arbitrage : Dan O'Rourke, Frederick L'Ecuyer Steve Barton, Ryan Daisy |
| Francouz         | Gardiens | Smith            |                  | Arbitrage : Dan O'Rourke, Frederick L'Ecuyer Steve Barton, Ryan Daisy |
| 6 min            | Pénalités | 16 min           |                  | Arbitrage : Dan O'Rourke, Frederick L'Ecuyer Steve Barton, Ryan Daisy |
| 40               | Tirs | 24               |                  | Arbitrage : Dan O'Rourke, Frederick L'Ecuyer Steve Barton, Ryan Daisy |

| 4 juin | Edmonton | 2-4 (1-1, 0-1, 1-2) | Colorado | Rogers Place 18 347 spectateurs |

| Feuille de match | Feuille de match                                                 | Feuille de match        | Feuille de match | Feuille de match                                                    |
| ---------------- | ---------------------------------------------------------------- | ----------------------- | --- | ------------------------------------------------------------------- |
|                  | McDavid (Hyman, Nurse) — 38 s McLeod (Kulak, Ryan) — 47 min 34 s | 1-0 1-1 1-2 2-2 2-3 2-4 | Nitchouchkine (Byram, Toews) — 16 min 12 s Nitchouchkine (Toews, MacKinnon) — 24 min 37 s Compher (Cogliano) — 52 min 42 s Rantanen — 59 min 30 s (CV) | Arbitrage : Wes McCauley, Eric Furlatt Kiel Murchison, Jonny Murray |
| Smith            | Gardiens                                                         | Francouz                | | Arbitrage : Wes McCauley, Eric Furlatt Kiel Murchison, Jonny Murray |
| 23 min           | Pénalités                                                        | 4 min                   | | Arbitrage : Wes McCauley, Eric Furlatt Kiel Murchison, Jonny Murray |
| 29               | Tirs                                                             | 43                      | | Arbitrage : Wes McCauley, Eric Furlatt Kiel Murchison, Jonny Murray |

| 6 juin | Edmonton | 5-6 (pr) (0-1, 3-0, 2-4, 0-1) | Colorado | Rogers Place 18 347 spectateurs |

| Feuille de match | Feuille de match | Feuille de match                            | Feuille de match | Feuille de match                                                 |
| ---------------- | --- | ------------------------------------------- | --- | ---------------------------------------------------------------- |
|                  | Hyman (Draisaitl, Nurse) — 27 min 39 s Nugent-Hopkins — 36 min 57 s McDavid (Draisaitl, Barrie) — 38 min 54 s (SN) Hyman (Draisaitl, McDavid) — 43 min 55 s Kassian (Draisaitl, McDavid) — 56 min 38 s | 0-1 1-1 2-1 3-1 3-2 4-2 4-3 4-4 4-5 5-5 5-6 | Makar (Lehkonen) — 3 min 46 s (SN) Toews (Landeskog, Makar) — 40 min 31 s Landeskog — 48 min 58 s MacKinnon (Lehkonen, Makar) — 53 min 30 s Rantanen (Makar, Landeskog) — 54 min 47 s (SN) Lehkonen (Makar, Helm) — 61 min 19 s | Arbitrage : Chris Rooney, Jean Hebert Jonny Murray, Ryan Gibbons |
| Smith            | Gardiens | Francouz                                    | | Arbitrage : Chris Rooney, Jean Hebert Jonny Murray, Ryan Gibbons |
| 4 min            | Pénalités | 10 min                                      | | Arbitrage : Chris Rooney, Jean Hebert Jonny Murray, Ryan Gibbons |
| 35               | Tirs | 42                                          | | Arbitrage : Chris Rooney, Jean Hebert Jonny Murray, Ryan Gibbons |

### Finale de la Coupe Stanley
| 15 juin | Colorado | 4-3 (pr) (3-1, 0-2, 0-0, 1-0) | Tampa Bay | Ball Arena 17 778 spectateurs |

| Feuille de match | Feuille de match | Feuille de match            | Feuille de match | Feuille de match                                                  |
| ---------------- | --- | --------------------------- | --- | ----------------------------------------------------------------- |
|                  | Landeskog (Rantanen, Byram) — 7 min 47 s Nitchouchkine (MacKinnon) — 9 min 23 s Lehkonen (Rantanen, Landeskog) — 17 min 31 s (SN) Burakovsky (Nitchouchkine, Compher) — 61 min 23 s | 1-0 2-0 2-1 3-1 3-2 3-3 4-3 | Paul (Hedman, Point) — 12 min 26 s Palát (Koutcherov, McDonagh) — 32 min 51 s Sergatchiov (Hagel, Cirelli) — 33 min 39 s | Arbitrage : Gord Dwyer, Kelly Sutherland Steve Barton, Ryan Daisy |
| Kuemper          | Gardiens | Vassilevski                 | | Arbitrage : Gord Dwyer, Kelly Sutherland Steve Barton, Ryan Daisy |
| 8 min            | Pénalités | 8 min                       | | Arbitrage : Gord Dwyer, Kelly Sutherland Steve Barton, Ryan Daisy |
| 38               | Tirs | 23                          | | Arbitrage : Gord Dwyer, Kelly Sutherland Steve Barton, Ryan Daisy |

| 18 juin | Colorado | 7-0 (3-0, 2-0, 2-0) | Tampa Bay | Ball Arena 17 849 spectateurs |

| Feuille de match | Feuille de match | Feuille de match            | Feuille de match | Feuille de match                                                   |
| ---------------- | --- | --------------------------- | ---------------- | ------------------------------------------------------------------ |
|                  | Nitchouchkine (Burakovsky, Newhook) — 2 min 54 s (SN) Manson (Cogliano, Newhook) — 7 min 55 s Burakovsky (Rantanen, Toews) — 13 min 52 s Nitchouchkine (Rantanen) — 24 min 51 s Helm (O'Connor) — 36 min 26 s Makar (Cogliano) — 42 min 4 s (IN) Makar (Rantanen, MacKinnon) — 49 min 49 s (SN) | 1-0 2-0 3-0 4-0 5-0 6-0 7-0 |                  | Arbitrage : Wes McCauley, Jean Hebert Kiel Murchison, Jonny Murray |
| Kuemper          | Gardiens | Vassilevski                 |                  | Arbitrage : Wes McCauley, Jean Hebert Kiel Murchison, Jonny Murray |
| 26 min           | Pénalités | 28 min                      |                  | Arbitrage : Wes McCauley, Jean Hebert Kiel Murchison, Jonny Murray |
| 30               | Tirs | 16                          |                  | Arbitrage : Wes McCauley, Jean Hebert Kiel Murchison, Jonny Murray |

| 20 juin | Tampa Bay | 6-2 (2-1, 4-1, 0-0) | Colorado | Amalie Arena 19 092 spectateurs |

| Feuille de match | Feuille de match | Feuille de match                            | Feuille de match                                                                             | Feuille de match                                               |
| ---------------- | --- | ------------------------------------------- | -------------------------------------------------------------------------------------------- | -------------------------------------------------------------- |
|                  | Cirelli (Maroon) — 13 min 3 s Palát (Stamkos) — 14 min 54 s Paul (Colton) — 21 min 26 s Stamkos (Koutcherov, Bogosian) — 27 min 52 s Maroon (Koutcherov, Hedman) — 31 min 15 s Perry (Palát, Hedman) — 34 min 58 s (SN) | 0-1 1-1 2-1 3-1 3-2 4-2 5-2 6-2             | Landeskog (Rantanen, Makar) — 8 min 19 s (SN) Landeskog (Makar, Rantanen) — 24 min 43 s (SN) | Arbitrage : Gord Dwyer, Chris Rooney Ryan Daisy, Brad Kovachik |
| Vassilevski      | Gardiens | Kuemper (31 min 11 s Francouz (26 min 56 s) |                                                                                              | Arbitrage : Gord Dwyer, Chris Rooney Ryan Daisy, Brad Kovachik |
| 27 min           | Pénalités | 31 min                                      |                                                                                              | Arbitrage : Gord Dwyer, Chris Rooney Ryan Daisy, Brad Kovachik |
| 32               | Tirs | 39                                          |                                                                                              | Arbitrage : Gord Dwyer, Chris Rooney Ryan Daisy, Brad Kovachik |

| 22 juin | Tampa Bay | 2-3 (pr) (1-0, 1-1, 0-1, 0-1) | Colorado | Amalie Arena 19 092 spectateurs |

| Feuille de match | Feuille de match                                     | Feuille de match    | Feuille de match | Feuille de match                                                        |
| ---------------- | ---------------------------------------------------- | ------------------- | --- | ----------------------------------------------------------------------- |
|                  | Cirelli (Černák) — 36 s Hedman (Rutta) — 30 min 42 s | 1-0 1-1 2-1 2-2 2-3 | MacKinnon (Rantanen, Makar) — 25 min 17 s (SN) Cogliano (Sturm, Helm) — 42 min 53 s Kadri (Lehkonen, Kuemper) — 72 min 2 s | Arbitrage : Wes McCauley, Kelly Sutherland Steve Barton, Kiel Murchison |
| Vassilevski      | Gardiens                                             | Kuemper             | | Arbitrage : Wes McCauley, Kelly Sutherland Steve Barton, Kiel Murchison |
| 4 min            | Pénalités                                            | 4 min               | | Arbitrage : Wes McCauley, Kelly Sutherland Steve Barton, Kiel Murchison |
| 39               | Tirs                                                 | 37                  | | Arbitrage : Wes McCauley, Kelly Sutherland Steve Barton, Kiel Murchison |

| 24 juin | Colorado | 2-3 (0-1, 1-1, 1-1) | Tampa Bay | Ball Arena 18 015 spectateurs |

| Feuille de match | Feuille de match                                                                         | Feuille de match    | Feuille de match | Feuille de match                                                  |
| ---------------- | ---------------------------------------------------------------------------------------- | ------------------- | --- | ----------------------------------------------------------------- |
|                  | Nitchouchkine (Makar, MacKinnon) — 25 min 7 s Makar (Toews, Nitchouchkine) — 42 min 31 s | 0-1 1-1 1-2 2-2 2-3 | Rutta (Perry, Sergatchiov) — 15 min 23 s Koutcherov (Stamkos, Perry) — 28 min 10 s (SN) Palát (Hedman, Sergatchiov) — 53 min 38 s | Arbitrage : Jean Hebert, Chris Rooney Brad Kovachik, Jonny Murray |
| Kuemper          | Gardiens                                                                                 | Vassilevski         | | Arbitrage : Jean Hebert, Chris Rooney Brad Kovachik, Jonny Murray |
| 10 min           | Pénalités                                                                                | 6 min               | | Arbitrage : Jean Hebert, Chris Rooney Brad Kovachik, Jonny Murray |
| 37               | Tirs                                                                                     | 29                  | | Arbitrage : Jean Hebert, Chris Rooney Brad Kovachik, Jonny Murray |

| 26 juin | Tampa Bay | 1-2 (1-0, 0-2, 0-0) | Colorado | Amalie Arena 19 092 spectateurs |

| Feuille de match | Feuille de match             | Feuille de match | Feuille de match                                                                      | Feuille de match                                                  |
| ---------------- | ---------------------------- | ---------------- | ------------------------------------------------------------------------------------- | ----------------------------------------------------------------- |
|                  | Stamkos (Palát) — 3 min 48 s | 1-0 1-1 1-2      | MacKinnon (Byram, Landeskog) — 21 min 54 s Lehkonen (MacKinnon, Manson) — 32 min 28 s | Arbitrage : Kelly Sutherland, Gord Dwyer Steve Barton, Ryan Daisy |
| Vassilevski      | Gardiens                     | Kuemper          |                                                                                       | Arbitrage : Kelly Sutherland, Gord Dwyer Steve Barton, Ryan Daisy |
| 2 min            | Pénalités                    | 2 min            |                                                                                       | Arbitrage : Kelly Sutherland, Gord Dwyer Steve Barton, Ryan Daisy |
| 23               | Tirs                         | 30               |                                                                                       | Arbitrage : Kelly Sutherland, Gord Dwyer Steve Barton, Ryan Daisy |

## Effectif champion
La liste ci-dessous présente l'ensemble des personnalités ayant le droit de faire partie de l'effectif officiel champion de la Coupe Stanley. Pour être listés parmi les vainqueurs de la coupe et avoir leur nom gravé sur celle-ci, les joueurs doivent avoir participé, avec l'équipe gagnante, au minimum à 41 des rencontres de la saison régulière ou une rencontre de la finale des séries éliminatoires. En plus des joueurs, des membres de la franchise ont également leur nom sur la Coupe. Au total, 52 membres de l'équipe ont leur nom gravé sur la Coupe Stanley.
- Joueurs : Gabriel Landeskog, Nicolas Aubé-Kubel, André Burakovsky, Bowen Byram, Andrew Cogliano, Joseph Taylor Compher, Pavel Francouz, Samuel Girard, Darren Helm, Erik Johnson, Jack Johnson, Nazem Kadri, Darcy Kuemper, Artturi Lehkonen, Kurtis MacDermid, Nathan MacKinnon, Cale Makar, Joshua Manson, Ryan Murray, Alex Newhook, Valeri Nitchouchkine, Logan O'Connor, Mikko Rantanen, Nico Sturm, Devon Toews.
- Membres de l'organisation : Stanley Kroenke, Josh Kroenke, Joseph Sakic, Craig Billington, Chris MacFarland, Jared Bednar, Ray Bennett, Nolan Pratt, Jussi Parkkila, Brett Heimlich, Shawn Allard, Brendan McNicholas, Matthew Sokolowski, Scott Woodward, Donovan Delarosbil, J. C. Ihrig, Donny White, Brad Lewkow, Casey Bond, Yevgeniy Haletskiy, Wade Klippenstein, Brian Willsie, Brad Smith, Garth Joy, Terry Martin, Miroslav Zálešák, Daniel Laperrière.

### Feuilles de match
Les feuilles de match sont issues du site officiel en français de la Ligue nationale de hockey : http://www.nhl.com/fr

#### Premier tour
1. ↑  Floride - Washington 03/05/2022
2. ↑  Floride - Washington 05/05/2022
3. ↑  Washington - Floride 07/05/2022
4. ↑  Washington - Floride 09/05/2022
5. ↑  Floride - Washington 11/05/2022
6. ↑  Washington - Floride 13/05/2022
7. ↑  Toronto - Tampa Bay 02/05/2022
8. ↑  Toronto - Tampa Bay 04/05/2022
9. ↑  Tampa Bay - Toronto 06/05/2022
10. ↑  Tampa Bay - Toronto 08/05/2022
11. ↑  Toronto - Tampa Bay 10/05/2022
12. ↑  Tampa Bay - Toronto 12/05/2022
13. ↑  Toronto - Tampa Bay 14/05/2022
14. ↑  Caroline - Boston 02/05/2022
15. ↑  Caroline - Boston 04/05/2022
16. ↑  Boston - Caroline 06/05/2022
17. ↑  Boston - Caroline 08/05/2022
18. ↑  Caroline - Boston 10/05/2022
19. ↑  Boston - Caroline 12/05/2022
20. ↑  Caroline - Boston 14/05/2022
21. ↑  New York - Pittsburgh 03/05/2022
22. ↑  New York - Pittsburgh 05/05/2022
23. ↑  Pittsburgh - New York 07/05/2022
24. ↑  Pittsburgh - New York 09/05/2022
25. ↑  New York - Pittsburgh 11/05/2022
26. ↑  Pittsburgh - New York 13/05/2022
27. ↑  New York - Pittsburgh 15/05/2022
28. ↑  Colorado - Nashville 03/05/2022
29. ↑  Colorado - Nashville 05/05/2022
30. ↑  Nashville - Colorado 07/05/2022
31. ↑  Nashville - Colorado 09/05/2022
32. ↑  Minnesota - Saint-Louis 02/05/2022
33. ↑  Minnesota - Saint-Louis 04/05/2022
34. ↑  Saint-Louis - Minnesota 06/05/2022
35. ↑  Saint-Louis - Minnesota 08/05/2022
36. ↑  Minnesota - Saint-Louis 10/05/2022
37. ↑  Saint-Louis - Minnesota 12/05/2022
38. ↑  Calgary - Dallas 03/05/2022
39. ↑  Calgary - Dallas 05/05/2022
40. ↑  Dallas - Calgary 07/05/2022
41. ↑  Dallas - Calgary 09/05/2022
42. ↑  Calgary - Dallas 11/05/2022
43. ↑  Dallas - Calgary 13/05/2022
44. ↑  - Dallas 15/05/2022
45. ↑  Edmonton - Los Angeles 02/05/2022
46. ↑  Edmonton - Los Angeles 04/05/2022
47. ↑  Los Angeles - Edmonton 06/05/2022
48. ↑  Los Angeles - Edmonton 08/05/2022
49. ↑  Edmonton - Los Angeles 10/05/2022
50. ↑  Los Angeles - Edmonton 12/05/2022
51. ↑  Edmonton - Los Angeles 14/05/2022

#### Deuxième tour
1. ↑  Floride - Tampa Bay 17/05/2022
2. ↑  Floride - Tampa Bay 19/05/2022
3. ↑  Tampa Bay - Floride 22/05/2022
4. ↑  Tampa Bay - Floride 23/05/2022
5. ↑  Caroline - New York 18/05/2022
6. ↑  Caroline - New York 20/05/2022
7. ↑  New York - Caroline 22/05/2022
8. ↑  New York - Caroline 24/05/2022
9. ↑  Caroline - New York - 26/05/2022
10. ↑  New York - Caroline 28/05/2022
11. ↑  Caroline - New York 30/05/2022
12. ↑  Colorado - Saint-Louis 17/05/2022
13. ↑  Colorado - Saint-Louis 19/05/2022
14. ↑  Saint-Louis - Colorado 21/05/2022
15. ↑  Saint-Louis - Colorado 23/05/2022
16. ↑  Colorado - Saint-Louis 25/05/2022
17. ↑  Saint-Louis - Colorado 27/05/2022
18. ↑  Calgary - Edmonton 18/05/2022
19. ↑  Calgary - Edmonton 20/05/2022
20. ↑  Edmonton - Calgary 22/05/2022
21. ↑  Edmonton - Calgary 24/05/2022
22. ↑  Calgary - Edmonton 26/05/2022

#### Demi-finales
1. ↑  New York - Tampa Bay 01/06/2022
2. ↑  New York - Tampa Bay 03/06/2022
3. ↑  Tampa Bay - New York 05/06/2022
4. ↑  Tampa Bay - New York 07/06/2022
5. ↑  New York - Tampa Bay 09/06/2022
6. ↑  Tampa Bay - New York 11/06/2022
7. ↑  Colorado - Edmonton 30/05/2022
8. ↑  Colorado - Edmonton 02/06/2022
9. ↑  Edmonton - Colorado 04/06/2022
10. ↑  Edmonton - Colorado 06/06/2022

#### Finale
1. ↑  Colorado - Tampa Bay 15/06/2022
2. ↑  Colorado - Tampa Bay 18/06/2022
3. ↑  Tampa Bay - Colorado 20/06/2022
4. ↑  Tampa Bay - Colorado 22/06/2022
5. ↑  Colorado - Tampa Bay 24/06/2022
6. ↑  Tampa Bay - Colorado 26/06/2022